# Uzerche
Vous lisez un « bon article » labellisé en 2010.
Uzerche est une commune française située dans le département de la Corrèze en région Nouvelle-Aquitaine.
En 1787, l'écrivain anglais Arthur Young a qualifié la ville de « Perle du Limousin », surnom dû à son site pittoresque et sous lequel elle est encore largement connue aujourd'hui. Bâtie au sommet d'un éperon rocheux, entourée par un méandre de la rivière Vézère qu'elle domine, Uzerche possède un patrimoine riche hérité des atouts défensifs de son site. D'abord centre décisionnel et carrefour important puis forteresse sous Pépin le Bref, la ville fut aussi le siège d'une puissante abbaye et plus tard d'une sénéchaussée. Héritage de cette aura, de nombreux châteaux, hôtels et autres bâtisses à tourelles construits par la noblesse uzerchoise s'élèvent encore de nos jours et justifient le dicton : « Qui a maison à Uzerche a château en Limousin ».
La commune d'Uzerche est labellisée « Village étape » depuis 1996.
Uzerche fait partie des 100 « Plus Beaux Détours de France » depuis 2010.

## Géographie

### Localisation
Uzerche est située au centre-ouest de la France, en bordure ouest du Massif central, au sud de Limoges. La commune se trouve à proximité de l'autoroute A20 « l'Occitane », à 30 km au nord-ouest de la préfecture Tulle et à 35 km au nord de Brive-la-Gaillarde, la plus grande ville corrézienne. Uzerche est arrosée par deux rivières, le Bradascou et la Vézère,, qui prend sa source au niveau de la tourbière du Longéroux dans le plateau de Millevaches et qui se jette dans la Dordogne.

### Communes limitrophes
Les communes limitrophes sont Condat-sur-Ganaveix, Espartignac, Eyburie, Vigeois et Les Trois-Saints.
| Saint-Ybard | Condat-sur-Ganaveix | Eyburie              |
| Saint-Ybard | Uzerche             | Eyburie, Espartignac |
| Vigeois     | Vigeois             | Espartignac          |

### Géologie et relief

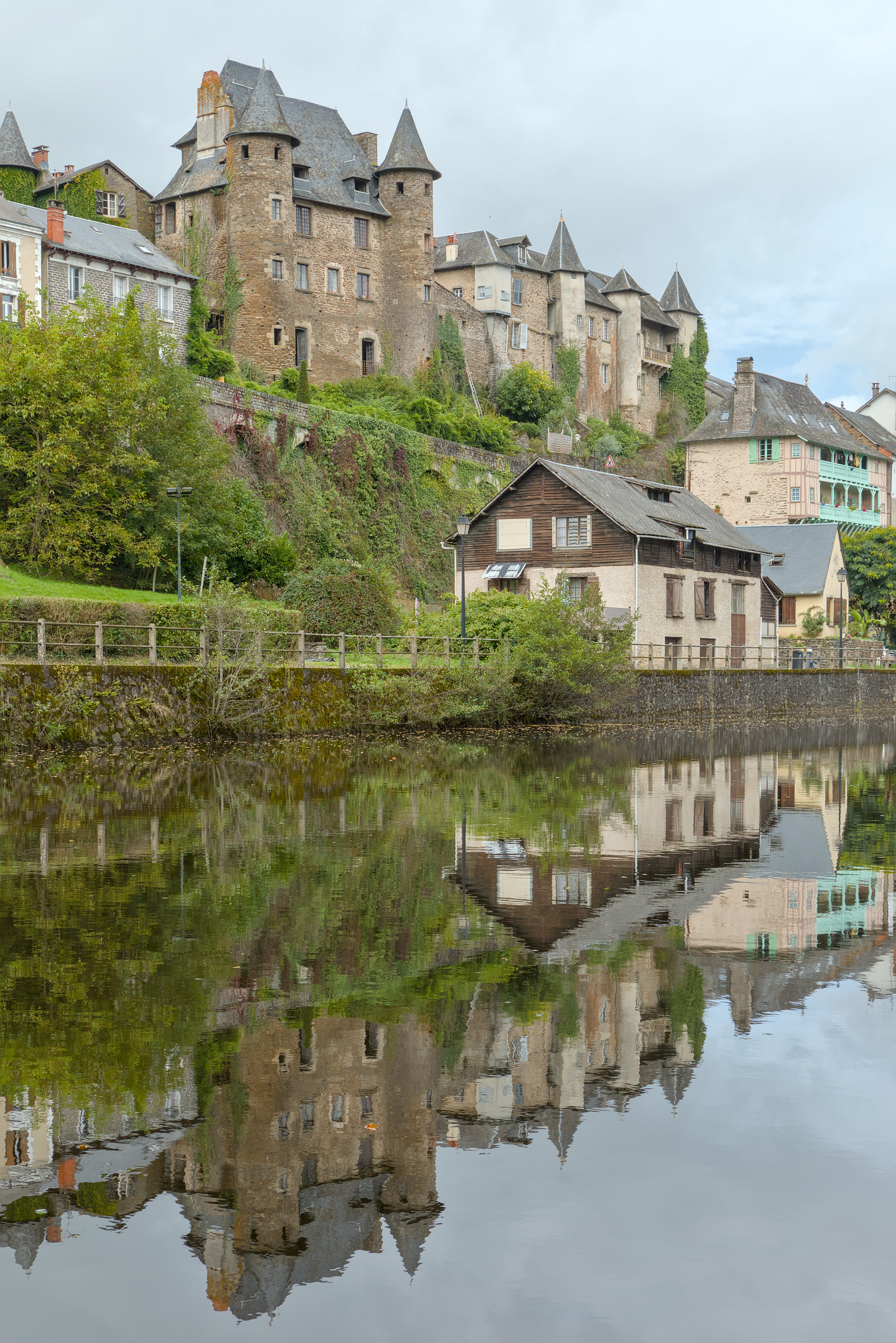
Uzerche surplombant la Vézère.

Uzerche est située au sommet d'un piton rocheux surplombant la Vézère et culminant à 342 mètres d'altitude. Prosper Mérimée écrivit ces lignes alors qu'il effectuait un voyage à travers le Limousin :
« Sur la route de Limoges à Tulle, je n'ai dû m'arrêter qu'à Uzerche, petite ville d'un aspect extrêmement pittoresque. Plantée au sommet d'une montagne en pain de sucre, elle sépare deux vallées sinueuses, arrosées par la Vezère. Du sommet de la montagne, cette petite rivière perdue au fond de la vallée ne parait plus qu'un mince ruban blanc qui serpente sur un beau tapis vert ».
Le voyageur et agronome Arthur Young nous livre également une description du site d'Uzerche :
« Des vues, d'une beauté singulière, nous rivent au sol ; celle de la ville d'Uzerche couvrant une montagne conique surgissant du milieu d'un amphithéâtre de forêts, les pieds baignés par une magnifique rivière, n'a point d'égale en son genre... ».

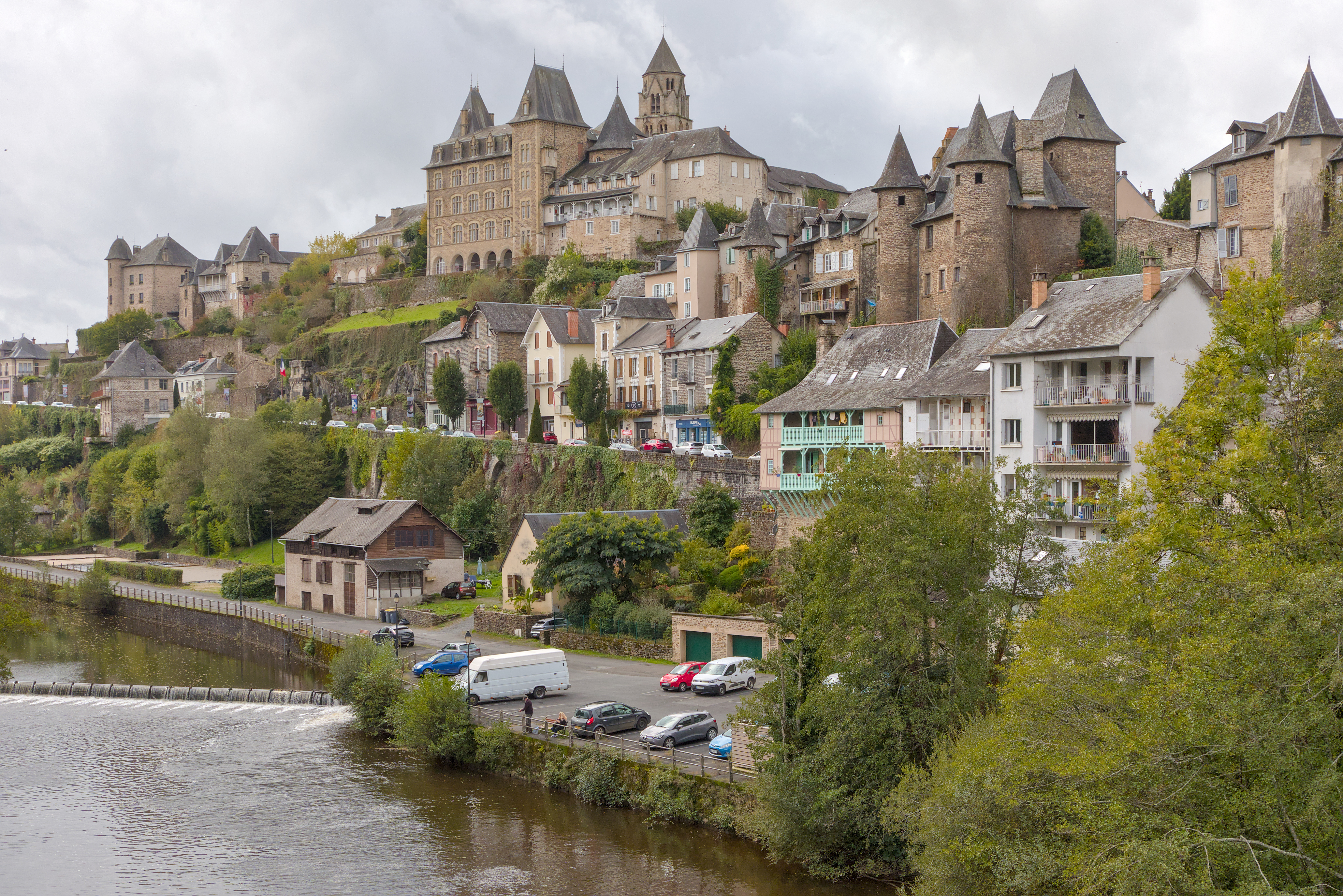
Vue du centre-ville depuis la rive est de la Vézère.

Le célèbre romancier français Stendhal y va également de son commentaire:
« C'est une des plus pittoresques villes de France et une des plus singulièrement situées. »
Le site particulier de la ville ainsi que son architecture singulière se retrouvent dans la disposition des jardins en terrasse près de la Vézère. Ces jardins, soutenus par des murs, sont une des spécificités uzerchoises : fleurs, vergers et potagers prennent aujourd'hui encore place en contrebas de la cité. L'aménagement de ces jardins en terrasse a pu être un remède à la faible potentialité agricole du site.
Le sol de la région d'Uzerche est constitué de gneiss, schiste, éclogite et amphibolite, ainsi que de filons minéraux de quartz.

### Climat
Pour des articles plus généraux, voir Climat de la Nouvelle-Aquitaine et Climat de la Corrèze.
Historiquement, la commune est dans une zone de transition entre les climats océaniques aquitain et montagnard.
En 2020, Météo-France publie une typologie des climats de la France métropolitaine dans laquelle la commune est dans une zone de transition entre le climat océanique altéré et le climat de montagne et est dans la région climatique  Ouest et nord-ouest du Massif Central, caractérisée par une pluviométrie annuelle de 900 à 1 500 mm, maximale en automne et en hiver.
Pour la période 1971-2000, la température annuelle moyenne est de 11,6 °C, avec  une amplitude thermique annuelle de 15,2 °C. Le cumul annuel moyen de précipitations est de 1 167 mm, avec 12,8 jours de précipitations en janvier et 7,7 jours en juillet. Pour la période 1991-2020, la température moyenne annuelle observée sur la station météorologique installée sur la commune est de 12,1 °C et le cumul annuel moyen de précipitations est de 1 097,9 mm,. Pour l'avenir, les paramètres climatiques de la commune estimés pour 2050 selon différents scénarios d’émission de gaz à effet de serre sont consultables sur un site dédié publié par Météo-France en novembre 2022.
| Mois                                  | jan.          | fév.           | mars           | avril         | mai             | juin          | jui.          | août           | sep.          | oct.          | nov.            | déc.          | année      |
| ------------------------------------- | ------------- | -------------- | -------------- | ------------- | --------------- | ------------- | ------------- | -------------- | ------------- | ------------- | --------------- | ------------- | ---------- |
| Température minimale moyenne (°C)     | 1,7           | 1,7            | 4,2            | 6,5           | 9,8             | 13            | 14,5          | 14,5           | 11,6          | 9,1           | 4,8             | 2,5           | 7,8        |
| Température moyenne (°C)              | 4,6           | 5,3            | 8,5            | 11,1          | 14,5            | 18            | 19,7          | 19,8           | 16,6          | 13,1          | 8               | 5,5           | 12,1       |
| Température maximale moyenne (°C)     | 7,6           | 8,9            | 12,8           | 15,8          | 19,3            | 23            | 25            | 25,1           | 21,6          | 17,1          | 11,2            | 8,5           | 16,3       |
| Record de froid (°C) date du record   | −10 13.01.03  | −12,7 06.02.12 | −11,3 01.03.05 | −2,1 07.04.08 | −0,1 08.05.1997 | 4,1 01.06.06  | 7,3 14.07.08  | 6,5 29.08.1998 | 0,9 25.09.02  | −3,3 25.10.03 | −7,2 22.11.1998 | −11 19.12.09  | −12,7 2012 |
| Record de chaleur (°C) date du record | 18,8 01.01.22 | 24,1 27.02.19  | 25,2 19.03.05  | 27,9 30.04.05 | 30,2 25.05.17   | 36,4 27.06.19 | 38,1 23.07.19 | 39,8 12.08.03  | 34,7 12.09.22 | 31,1 01.10.23 | 23,7 08.11.15   | 18,7 31.12.21 | 39,8 2003  |
| Précipitations (mm)                   | 95,5          | 79             | 88,8           | 110,3         | 100,1           | 82            | 73,5          | 78,8           | 75,5          | 91,4          | 115,6           | 107,4         | 1 097,9    |

### Voies de communication et transports

#### Voies routières
La route départementale 920 (ainsi que la 920E au sud) traverse la commune sur un axe nord-sud en passant par le bourg. Les routes départementales 54 et 137 arrivent par le nord du bourg, la 142 par le sud-est et la 3 par le nord-est pour repartir de la 920 à l'extrême sud de la commune en direction de l'ouest.
L'autoroute A20 passe en limite sud-ouest de la commune, sur un tronçon compris entre les sorties 44 et 45. Cette dernière est à 4 kilomètres plein sud du centre du bourg par la route départementale 920. L'A20 traverse la Vézère par le viaduc de la Vézère.

#### Transports

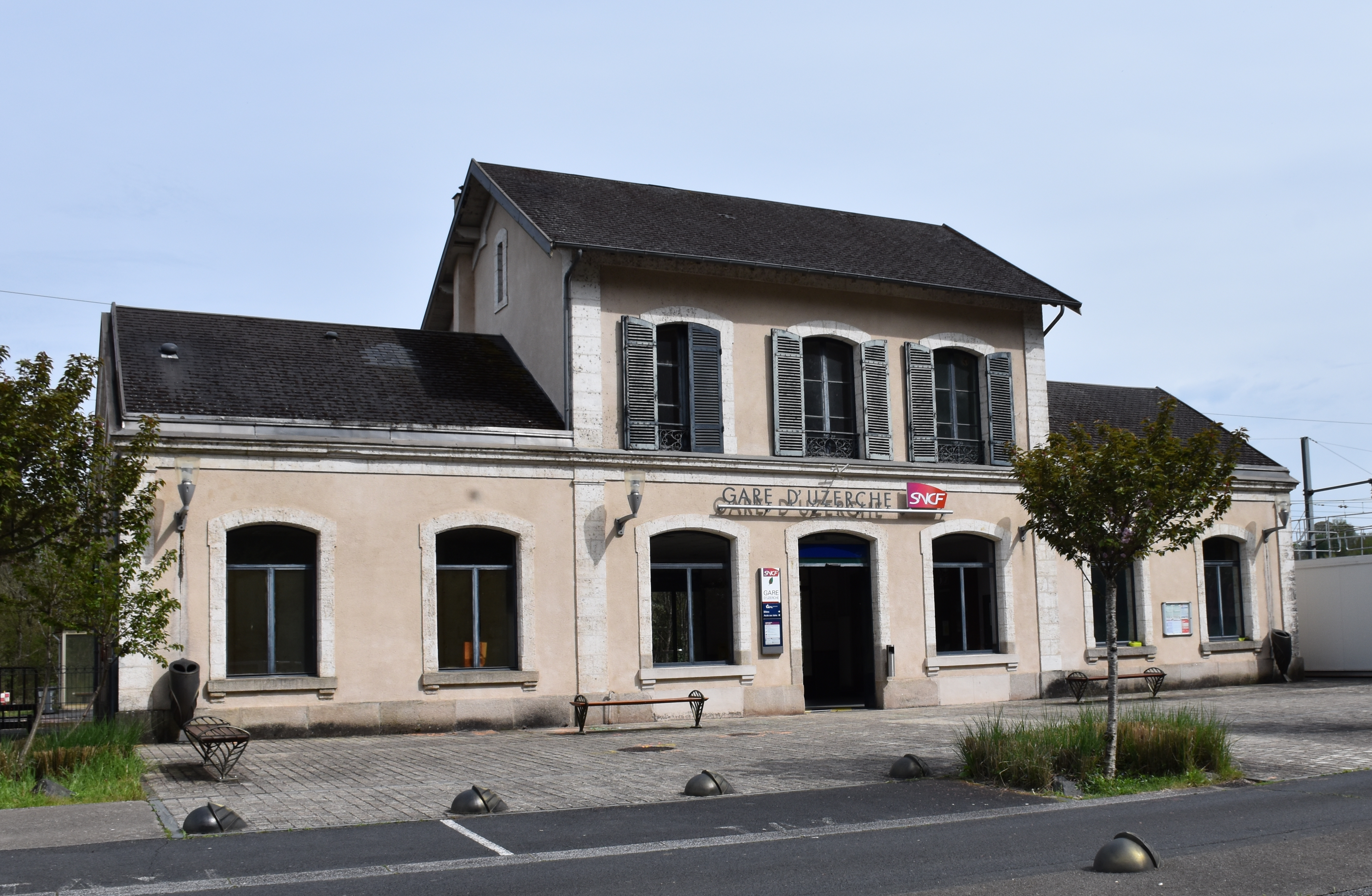
La gare d'Uzerche.

Uzerche est dotée d'une gare ferroviaire (voir gare d'Uzerche) située dans l'avenue de la Gare, sur la route allant d'Uzerche à Condat-sur-Ganaveix. En janvier 2010, le premier « pôle intermodal » de Corrèze a été ouvert à Uzerche, sur le site de la gare. Il associe un ensemble de services de transports « doux » (c'est-à-dire non motorisés ; voir l'article Écomobilité) et motorisés (transports en commun notamment). La gare dispose désormais d'un parcotrain, d'un abri pour les vélos ainsi que d'un arrêt-minute ; la surface de stationnement a été augmentée de 30 %.

## Urbanisme

### Typologie
Au 1er janvier 2024, Uzerche est catégorisée bourg rural, selon la nouvelle grille communale de densité à 7 niveaux définie par l'Insee en 2022.
Elle appartient à l'unité urbaine d'Uzerche, une unité urbaine monocommunale constituant une ville isolée,. Par ailleurs la commune fait partie de l'aire d'attraction d'Uzerche, dont elle est la commune-centre,. Cette aire, qui regroupe 8 communes, est catégorisée dans les aires de moins de 50 000 habitants,.

### Occupation des sols
L'occupation des sols de la commune, telle qu'elle ressort de la base de données européenne d’occupation biophysique des sols Corine Land Cover (CLC), est marquée par l'importance des territoires agricoles (67,9 % en 2018), une proportion sensiblement équivalente à celle de 1990 (68,5 %). La répartition détaillée en 2018 est la suivante : prairies (47,1 %), forêts (22 %), zones agricoles hétérogènes (20,8 %), zones urbanisées (8,7 %), zones industrielles ou commerciales et réseaux de communication (1,5 %).
L'évolution de l’occupation des sols de la commune et de ses infrastructures peut être observée sur les différentes représentations cartographiques du territoire : la carte de Cassini (XVIIIe siècle), la carte d'état-major (1820-1866) et les cartes ou photos aériennes de l'IGN pour la période actuelle (1950 à aujourd'hui).

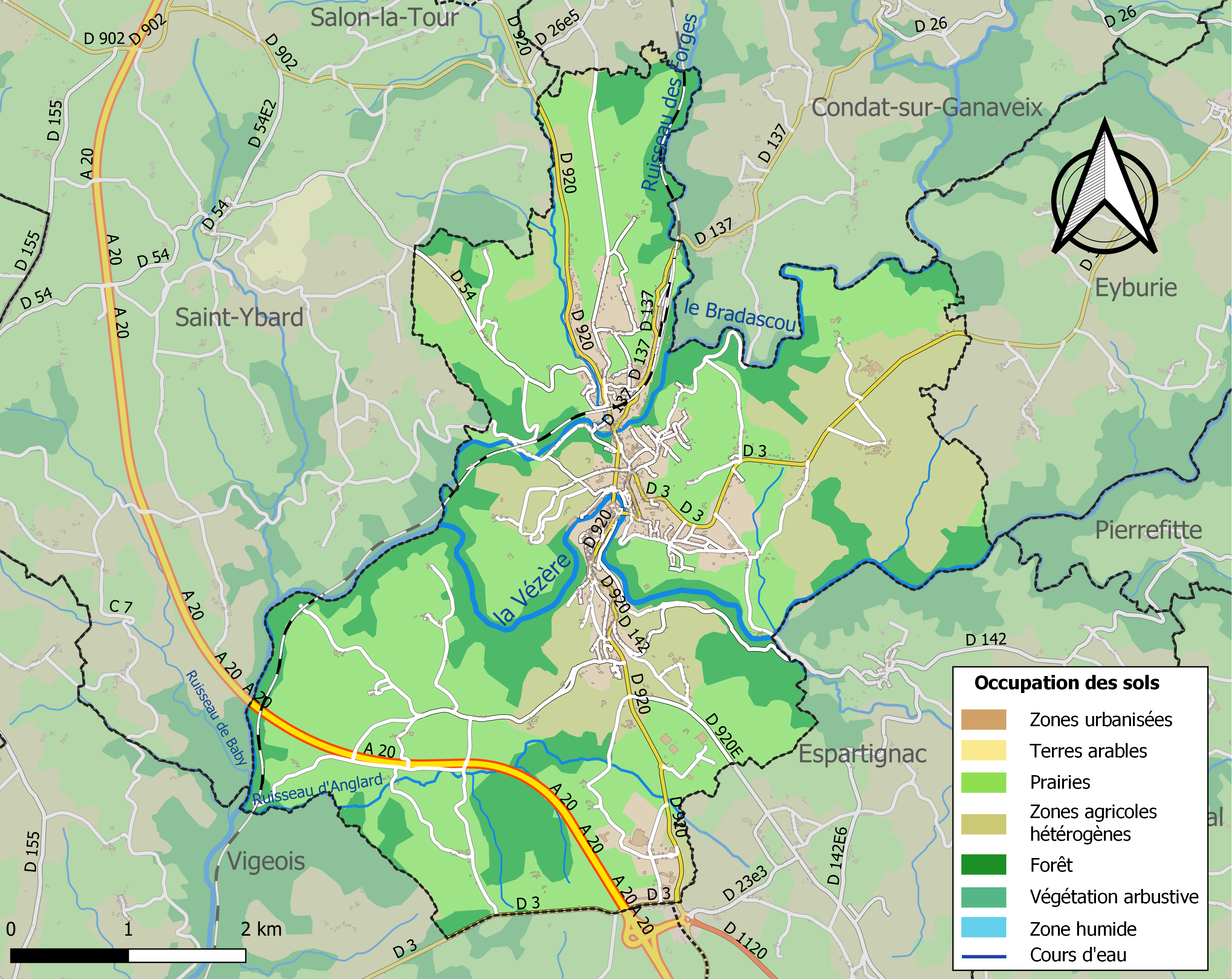
Carte des infrastructures et de l'occupation des sols de la commune en 2018 (CLC).

### Morphologie urbaine

Bâtiments réhabilités de l'ancienne papeterie d'Uzerche, en 2024.

La vieille ville est située au sommet d'un piton rocheux entouré au nord par un méandre de la Vézère, ce qui fait la particularité d'Uzerche. La vieille ville s'organise autour de la rue de la Justice, où sont situées la plupart des vieilles bâtisses uzerchoises, dont l'hôtel du Sénéchal et le château Pontier. Du sommet du piton aux berges de la Vézère s'étagent des jardins toujours cultivés de nos jours. Le versant est est traversé par l’avenue de Paris, par où passe la route départementale 920. Au sud, à la sortie de la partie située à l'intérieur de la courbe du méandre, les habitations s'organisent plus densément le long du faubourg des Frères Noilhetas puis du faubourg de la Pomme. Le centre-ville rejoint la partie est de la ville et le faubourg Saint-Eulalie par le pont Turgot. La partie nord, pour sa part, est reliée au centre par le pont Neuf. La côte de Pleux permet de rejoindre les hauteurs ouest de la ville, qui font face au piton rocheux.
En contrebas, au bord de la Vézère, s'étendent les bâtiments de l'ancienne usine de papeterie. Une rénovation du site de la papeterie est en cours, afin de dynamiser cette partie de la ville. Une passerelle piétonne sur la Vézère permet désormais de la relier au centre ancien. Certains bâtiments ont été réhabilités, tels la Halle Huguenot, la Salle de la Machine ou encore le Bâtiment Atelier. Le site accueille désormais de nombreuses manifestations, séminaires, commerces, associations ou expositions. Yann Arthus-Bertrand y a par exemple exposé ses œuvres photographiques « Bestiaux » à l'été 2016.

### Logement
|                                                               | 1968  | 1975  | 1982  | 1990  | 1999  | 2007  |
| ------------------------------------------------------------- | ----- | ----- | ----- | ----- | ----- | ----- |
| Ensemble des logements                                        | 1 379 | 1 405 | 1 614 | 1 707 | 1 561 | 1 585 |
| Résidences principales                                        | 1 162 | 1 179 | 1 303 | 1 266 | 1 145 | 1 208 |
| Résidences secondaires (Y compris les logements occasionnels) | 148   | 117   | 151   | 239   | 214   | 187   |
| Logements vacants                                             | 69    | 109   | 160   | 202   | 202   | 190   |
| Nombre moyen d'occupants des résidences principales           | 2,8   | 2,6   | 2,3   | 2,2   | 2,1   | 2,0   |

La répartition des statuts d'occupation des 1 145 résidences principales (correspondant à 2 422 personnes) était la suivante en 1999 : 1 373 propriétaires (622 logements soit 54,3 % du nombre total), 912 locataires (443 logements et 38,7 % du total) et 137 personnes logées gratuitement (80 logements soit 7,0 % du total). Parmi les locataires, on distinguait trois catégories : 240 logements (soit 490 personnes) loués vides non HLM, 187 logements (387 personnes) loués vides de type HLM ainsi que 16 logements (28 personnes) meublés ou chambres d'hôtel. Par ailleurs, la commune comptait, en 2007, 24 logements de plus qu'en 1999, ce qui représente une augmentation de 1,5 %.
En mai 2007, Sophie Dessus, maire d'Uzerche, s'est vu remettre une Marianne d'or dans la catégorie aménagement urbain.

### Projets d'aménagements

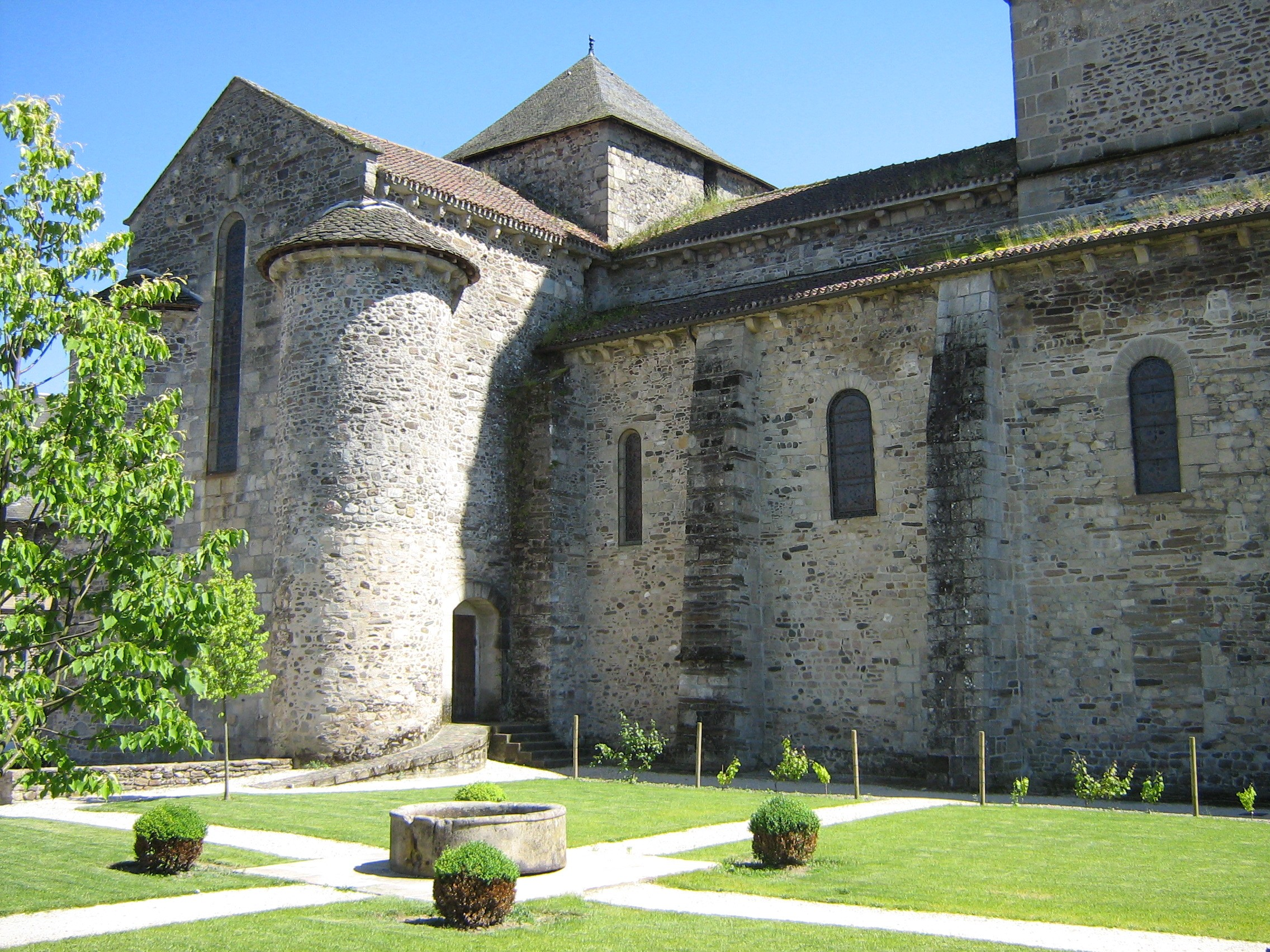
Jardin médiéval attenant à l'église Saint-Pierre.

Depuis 1996 et la mise en service de l'autoroute A20, Uzerche se trouve être un village étape à l'intérieur du triangle formé par les agglomérations de Limoges, Brive et la préfecture Tulle.
Profitant de cette nouvelle position favorable, la municipalité d'Uzerche a lancé un programme de revitalisation de la ville à travers notamment le projet de « pôle structurant » en collaboration avec la Société d'économie mixte d'aménagement du bas Limousin (SEMABL) ainsi que la création d'une zone de protection du patrimoine architectural, urbain et paysager (ZPPAUP). Elle espère ainsi enrayer la dégénérescence que la ville a connu dans les dernières décennies du XXe siècle (diminution et vieillissement de la population, faible soutien de l'entrepreneuriat et du commerce ainsi qu'une volonté limitée de dynamiser le tourisme et de mettre en exergue le patrimoine local). Ce projet s'articule autour de trois grands axes : « la valorisation du patrimoine architectural et paysager, le développement économique et touristique, l’accueil de nouveaux habitants ».

### Risques majeurs
Le territoire de la commune d'Uzerche est vulnérable à différents aléas naturels : météorologiques (tempête, orage, neige, grand froid, canicule ou sécheresse), inondations, feux de forêts, mouvements de terrains et séisme (sismicité très faible). Il est également exposé à deux risques technologiques, le transport de matières dangereuses et la rupture d'un barrage. Un site publié par le BRGM permet d'évaluer simplement et rapidement les risques d'un bien localisé soit par son adresse soit par le numéro de sa parcelle.

#### Risques naturels
Certaines parties du territoire communal sont susceptibles d’être affectées par le risque d’inondation par débordement de cours d'eau, notamment la Vézère, le Bradascou et le Ruisseau des Forges. La commune a été reconnue en état de catastrophe naturelle au titre des dommages causés par les inondations et coulées de boue survenues en 1982, 1993, 1999 et 2001,. Le risque inondation est pris en compte dans l'aménagement du territoire de la commune par le biais du plan de prévention des risques (PPR) inondation « Vézère », approuvé le 29 août 2002.

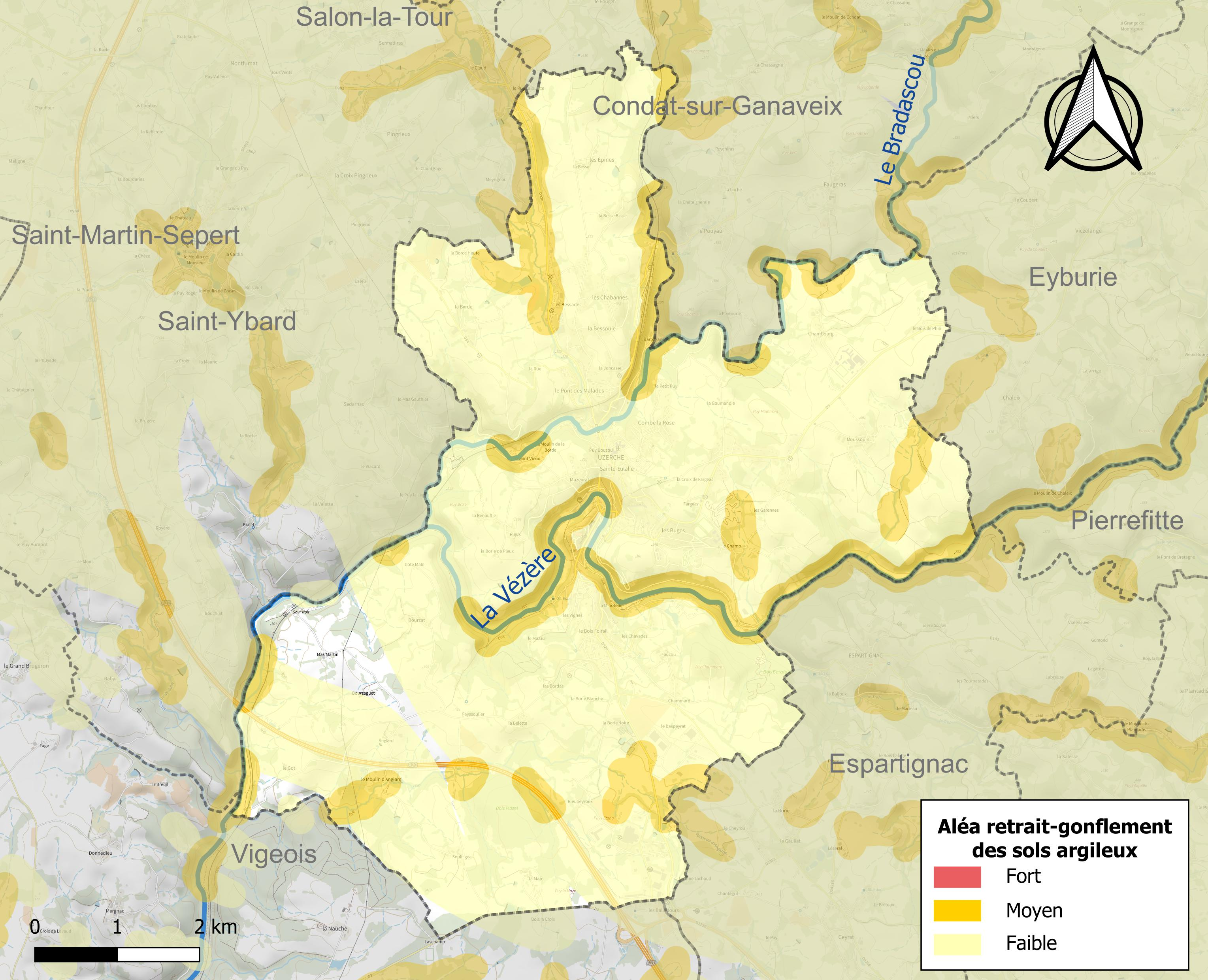
Carte des zones d'aléa retrait-gonflement des sols argileux d'Uzerche.

La commune est vulnérable au risque de mouvements de terrains constitué principalement du retrait-gonflement des sols argileux. Cet aléa est susceptible d'engendrer des dommages importants aux bâtiments en cas d’alternance de périodes de sécheresse et de pluie. 17,6 % de la superficie communale est en aléa moyen ou fort (26,8 % au niveau départemental et 48,5 % au niveau national). Sur les 1 120 bâtiments dénombrés sur la commune en 2019, 215 sont en aléa moyen ou fort, soit 19 %, à comparer aux 36 % au niveau départemental et 54 % au niveau national. Une cartographie de l'exposition du territoire national au retrait gonflement des sols argileux est disponible sur le site du BRGM,.
Concernant les feux de forêt, aucun plan de prévention des risques incendie de forêt (PPRIF) n’a été établi en Corrèze, néanmoins le code de l’urbanisme impose la prise en compte des risques dans les documents d’urbanisme. Le périmètre des servitudes d'utilité publique et des zones d'obligation légale de débroussaillement pour les particuliers est quant à lui défini pour la commune dans une carte dédiée.
Concernant les mouvements de terrains, la commune a été reconnue en état de catastrophe naturelle au titre des dommages causés par des mouvements de terrain en 1999 et par des glissements de terrain en 1997.

#### Risques technologiques
Le risque de transport de matières dangereuses sur la commune est lié à sa traversée par une route à fort trafic et une ligne de chemin de fer. Un accident se produisant sur de telles infrastructures est susceptible d’avoir des effets graves sur les biens, les personnes ou l'environnement, selon la nature du matériau transporté. Des dispositions d’urbanisme peuvent être préconisées en conséquence.
La commune est en outre située en aval du barrage de Monceaux la Virolle, un ouvrage de classe A situé en Corrèze et disposant d'une retenue de 20,5 millions de mètres cubes. À ce titre elle est susceptible d’être touchée par l’onde de submersion consécutive à la rupture de cet ouvrage.

## Toponymie
Le nom de la localité est attesté dès le VIIe siècle sous la forme Usarca, puis Usercensium vicaria en 848, Uzercha vers 1190, Uszerca au XIVe siècle, Usarche entre les XVe et XVIIe siècles, Userches et Userche au XVIIIe siècle. Uzerche se dit Usercha en occitan.
Certains ont cru y retrouver l'antique Uxellodunum dont une forme alternative aurait été Uzercodunum, assiégé par les Romains en 51 avant Jésus-Christ et dernier oppidum de la lutte cadurque contre Jules César.
Une forme féminine *uc-erica a été proposée, *uc-ericum ayant donné Uzer, sur la base d'un thème pré-celtique *uc « hauteur » et avec un autre suffixe *uc-etia > Uzès (Ucetia en 506).
Il pourrait s'agir d'un nom de personne germanique pris absolument Udelricus qui aurait été traité comme *Uzelr(i)cus doté d'un suffixe -a.
Il pourrait s'agir prosaïquement de l'adjectif latin ou gallo-romain visaraca. Il aurait été formé sur l'hydronyme Visara ou Visera, cette seconde dénomination de la rivière Vézère étant attestée en 889, pour qualifier un endroit spécifique, un coude de la rivière ou un quartier d'un domaine recensé proche de la rivière. L'altération rapide au second Empire romain aurait ensuite engendré l'adjectif hydronymique usarca, de sens général, pas forcément associé uniquement à la contrée d'Uzerche en ces temps anciens. Mais il semble que le nom d'Uzerche et le qualificatif de ce qui est propre à la Vézère ou à ses rives se soient ensuite progressivement confondus. Une même hypothèse posant uiser-ica, dérivé de uisera (le v majuscule ou minuscule note, comme le u, le son ou en latin classique ou médiévale), et donnant userca par chute des i brefs a été proposée par les Travaux d'archéologie limousine.
La ville serait évoquée par son église chrétienne dès le Ve siècle dans une lettre de Rorice (ou Rurice), évêque de Limoges,,. Ce serait la première source écrite concernant Uzerche dont nous disposons en 2010.

## Histoire

### Carrefour et centre de décision antique

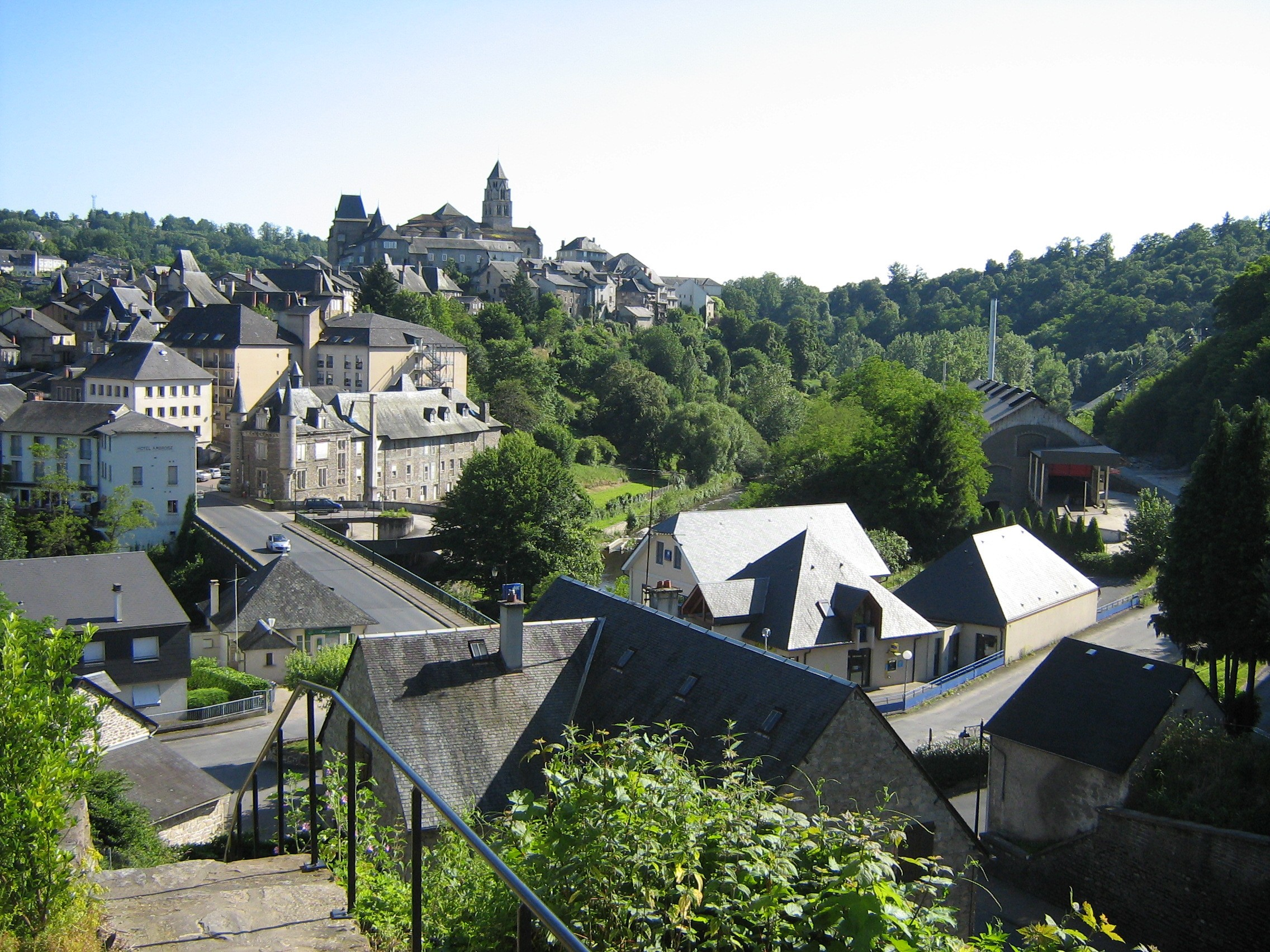
Uzerche.

Uzerche, implantée sur la crête d'un escarpement rocheux entouré par une courbe serrée de la Vézère, occupe depuis ses origines une position stratégique. Les Gaulois s'installèrent au plus tard au IIe siècle av. J.-C. sur ce piton rocheux,,. Il surplombait le col de Sainte-Eulalie, un important carrefour routier antique, d'origine pré-romaine puis lieu de culte consacré à Sainte Eulalie, martyre espagnole du IIIe siècle. L'une des routes joignait l'Armorique au bassin méditerranéen, une autre permettait de franchir la Vézère à gué.
Dès l'Antiquité, Uzerche fut ainsi un carrefour routier, devenant un centre de décisions administratives, politiques et religieuses. La ville fut pillée et détruite par les Wisigoths au VIe siècle, puis reconstruite et dotée au VIIe siècle d'une première enceinte fortifiée. Uzerche acquit alors une aura importante du fait de son rôle défensif. Pépin le Bref (Roi des Francs 751-768), conscient de l'intérêt stratégique du site dans sa lutte face à Waïfre, aurait fait élever au VIIIe siècle pas moins de dix-huit tours de fortification. La plus imposante, appelée Militante ou de Léocaire, accueillit une maison princière.

### Du castrum mérovingien à l'abbaye Saint-Pierre
Le terme castrum désigne une enceinte fortifiée abritant un centre de décisions militaires, politiques et religieuses. L'existence d'un tel castrum à l'époque mérovingienne a été attestée au VIIe siècle par des tiers de sous d'or frappés à Uzerche,. Cette fonction administrative était encore manifeste au IXe siècle, Uzerche étant à l'époque le siège d'une vicairie, subdivision territoriale administrée par le vicaire et subordonnée à l'autorité du comte de Limoges. Uzerche était aussi le chef-lieu d'un pagus.

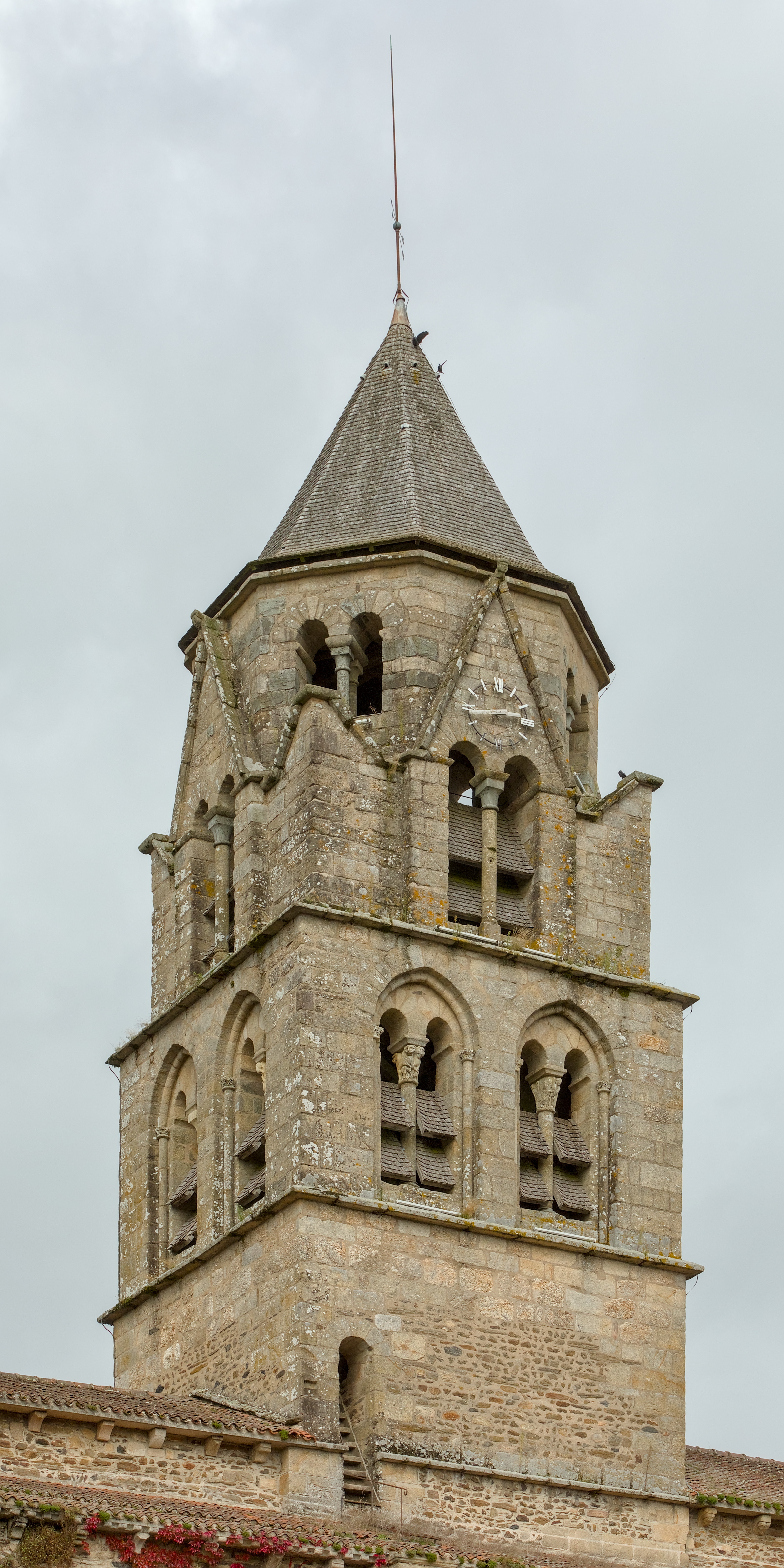
Clocher de l'abbatiale Saint-Pierre.

Avec l'autorisation du roi et du pape débuta au Xe siècle la construction d'un monastère, qui devint très riche grâce à de nombreuses donations. Autour du monastère se forma la ville. L'autorité de l'abbé s'étendait sur la ville d'Uzerche, sur les environs et sur les terres qui faisaient partie de la seigneurie. Il y eut jusqu'à cent moines. Tous les habitants de ces lieux étaient vassaux de l'abbé, lui-même vassal direct du roi. Le pape Urbain II, se rendant à Clermont-Ferrand en compagnie de Pierre l'Ermite afin de préparer la première croisade, fit en 1095 une halte à Uzerche. Il y remarqua un moine du nom de Maurice Bourdin, né dans les environs d'Uzerche, qui sera antipape de 1118 à 1121 sous le nom de Grégoire VIII. L'abbaye bénédictine, puissante et prospère, connut son âge d'or aux XIIe et XIIIe siècles. Il n'en reste que l'église Saint-Pierre, ancienne abbatiale de l'abbaye Saint-Pierre, monument incontournable de l'art roman limousin, et la crypte aux Corps Saints, qui contenait les reliques de deux évêques bretons vénérées par les pèlerins de Saint-Jacques-de-Compostelle : saint Léon et saint Coronat.

### DuXeauXIVesiècle

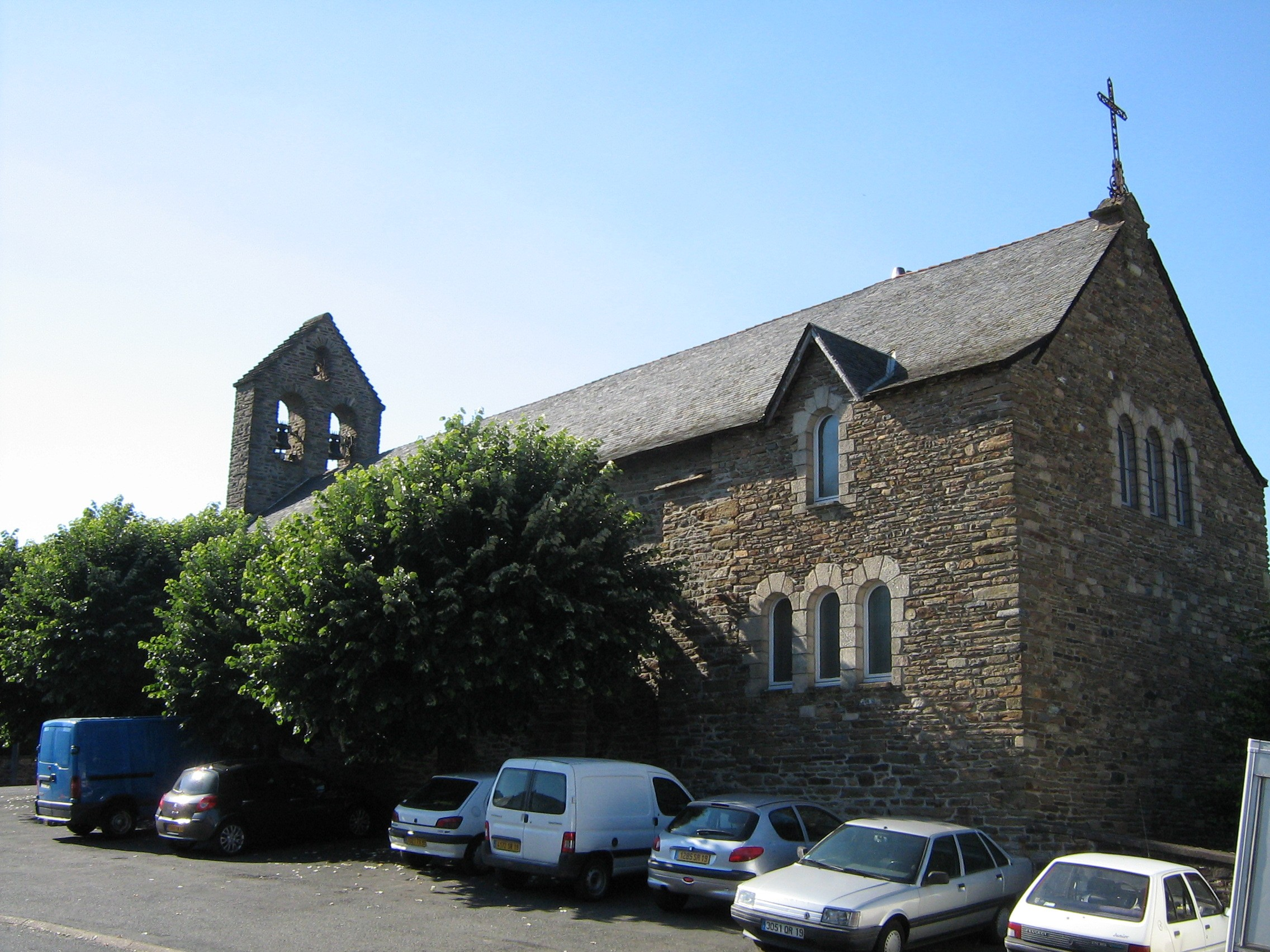
Église Sainte-Eulalie.

En 909, les Normands saccagèrent la cité. À la fin du Xe siècle, la petite église paroissiale de Sainte-Eulalie fut donnée par Arbert de Chavan et sa femme Adalaïde (ou Alaïde). Il est possible qu'un baptistère paléochrétien ait existé initialement en ce lieu.
Place des Vignerons, on trouve aujourd'hui la chapelle Notre-Dame. Restaurée à la fin du XIXe siècle, elle aurait succédé à l'église Notre-Dame-du-Désert cédée aux moines en 992 par Archambauld Ier, vicomte de Ségur.
Vers 1150, Uzerche passa sous la domination des Normands. Le XIIe siècle fut faste, et de grands personnages traversèrent Uzerche et s'arrêtèrent au monastère : Henri II d'Angleterre en 1156, la femme de ce dernier Aliénor d'Aquitaine ainsi que leur fils Richard Cœur de Lion en 1189, puis Hugues III, duc de Bourgogne, ainsi que Raymond V, comte de Toulouse, en 1183. Les XIIe et XIIIe siècles virent le temps des troubadours uzerchois Gaucelm Faidit et Uc de la Bachellerie. Les XIIIe et XIVe siècles reçurent l'honneur des visites de plusieurs grands de ce monde : Saint Louis en 1244 et 1256, Philippe III le Hardi en 1285, le pape Clément V en 1306, Charles IV le Bel en 1324.

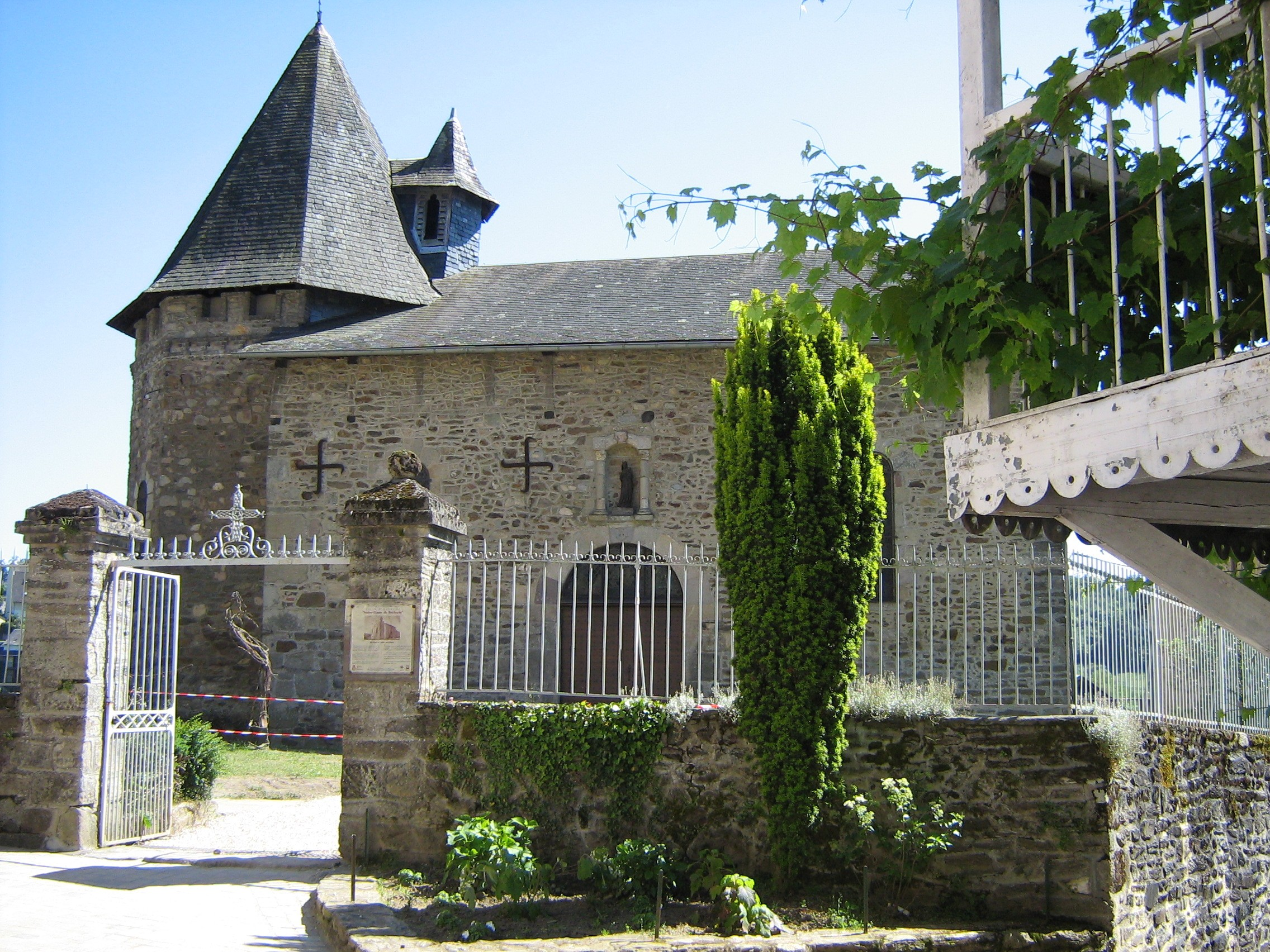
Chapelle Notre-Dame.

La peste fit d'horribles ravages de 1346 à 1348.
La ville résista à plusieurs sièges, méritant ainsi le surnom « Uzerche-la-Pucelle », celle qui n'a jamais été prise (d'où la mention Non polluta sur ses armoiries). Trois fleurs de lys d'or de fasce sur champ d'azur furent ajoutées aux armes de la ville, octroyées en 1374 par le roi Charles V de France en récompense de la défense énergique manifestée par les Uzerchois face aux Anglais.
Au XIVe siècle, la ville fut dotée de nouvelles fortifications. On y entrait alors par neuf portes dont seule la porte Bécharie demeure visible aujourd'hui.
À cette époque fut élevée la tour du Prince Noir, dont l'origine demeure incertaine.
Un hôtel Dieu fut attesté dès 1393. Le bâtiment devint hôpital général en 1749 par lettres patentes du roi Louis XV.

### Sénéchaussée et ville royale
Dès le XVe siècle, le développement de la ville justifia l'adage « Qui a maison à Uzerche a château en Limousin », que l'on doit à l'écrivain anglais Arthur Young.
Louis XI passa dans la ville en 1463 et lui octroya la moitié des assises du sénéchal. La noblesse de robe construisit hôtels et maisons fortes jusqu'au XVIe siècle. Parmi ces demeures, on peut évoquer le château Pontier (ou « hôtel des Besse du Peyrat »), l'Hôtel des Joyet de Maubec, la maison Boyer-Chammard, la maison Eyssartier, la maison de Tayac (ou « hôtel des Gauthier »), l'Hôtel de Clédat ou hôtel Bécharie. La ville obtint en 1558 une sénéchaussée royale (2 villes et 44 paroisses), dès lors en concurrence avec celle de Brive-la-Gaillarde. La puissance de son abbaye et le développement de la sénéchaussée firent d'Uzerche une capitale du Bas-Limousin. Néanmoins, les guerres de religion mirent rapidement à mal cette prospérité relative. En 1575, le vicomte de Turenne, à la tête des Huguenots, saccagea l'abbaye. Dès 1628, les officiers du roi furent les seuls maîtres d'une ville engourdie et dont on commença à abattre les imposantes murailles sous Richelieu. Louis XIII fut reçu à l'hôtel du Sénéchal lors d'une visite en 1632.

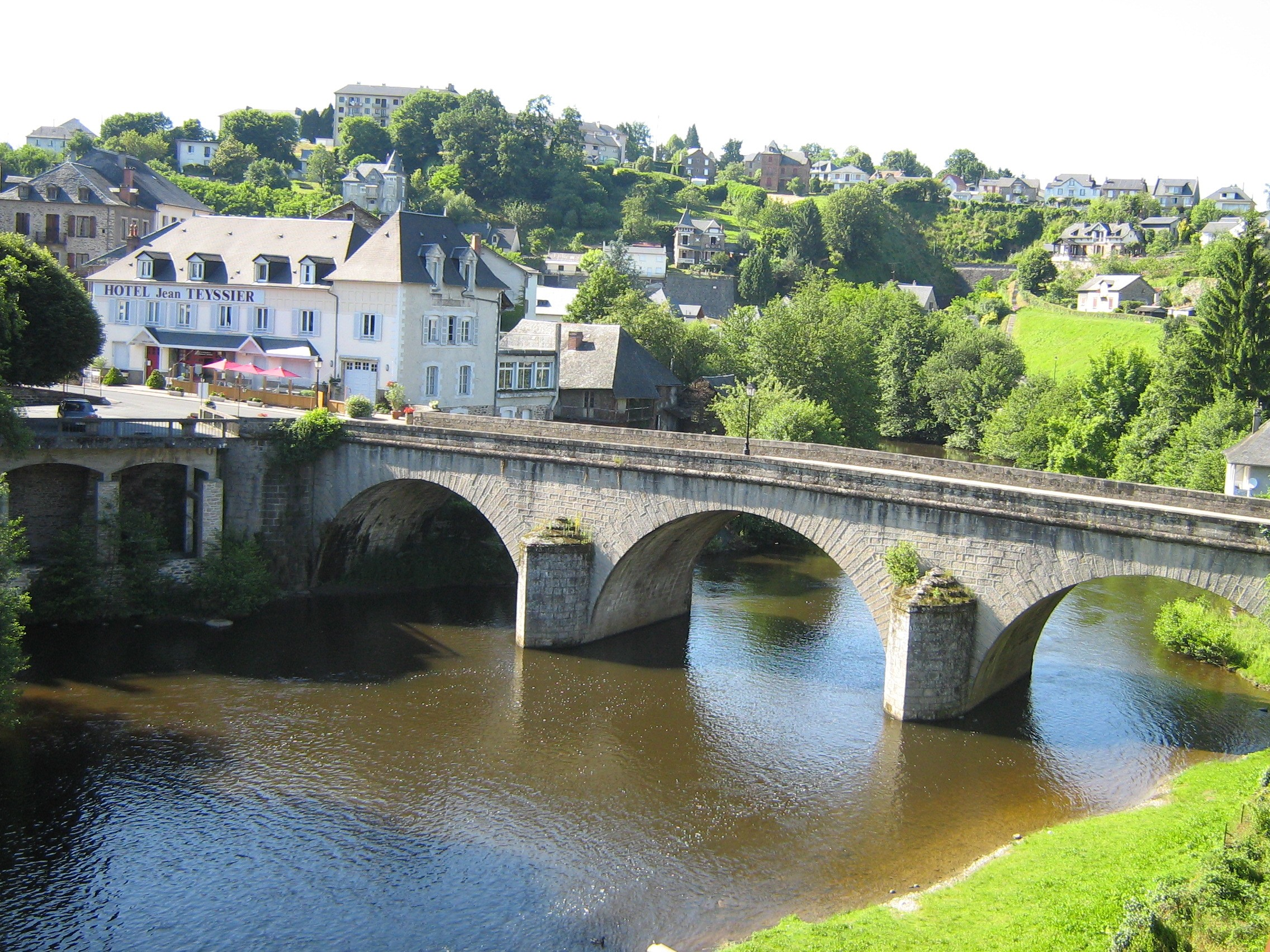
Le pont Turgot et l'hôtel Teyssier.

Le pont Turgot, achevé en 1753, fut construit pour faire rejoindre le faubourg Sainte-Eulalie à la vieille ville, qui comprenait auparavant une seule rue montante et tortueuse bordée des demeures nobles et armoriées construites aux XVe et XVIe siècles.
En 1767 fut créée la « loge Saint-Jean de l'Heureuse Alliance », comprenant 18 frères, tous notables, où étaient effectués des rites maçonniques. Fédérée en 1781 au Grand Orient, elle se composait de bourgeois uzerchois, grands propriétaires terriens qui souhaitaient voir la fin des rentes et autres dîmes. La loge s'installa en 1784 au 6 de l'actuelle rue Jean-Gentet et aurait compté jusqu'à 80 membres à la veille de la Révolution. Une loge intégralement féminine a également fonctionné à partir de 1782 grâce à Félicité de Genlis, qui fut l'hôte du château du Puy-Grolier, propriété des Grenaille.

Vieilles bâtisses
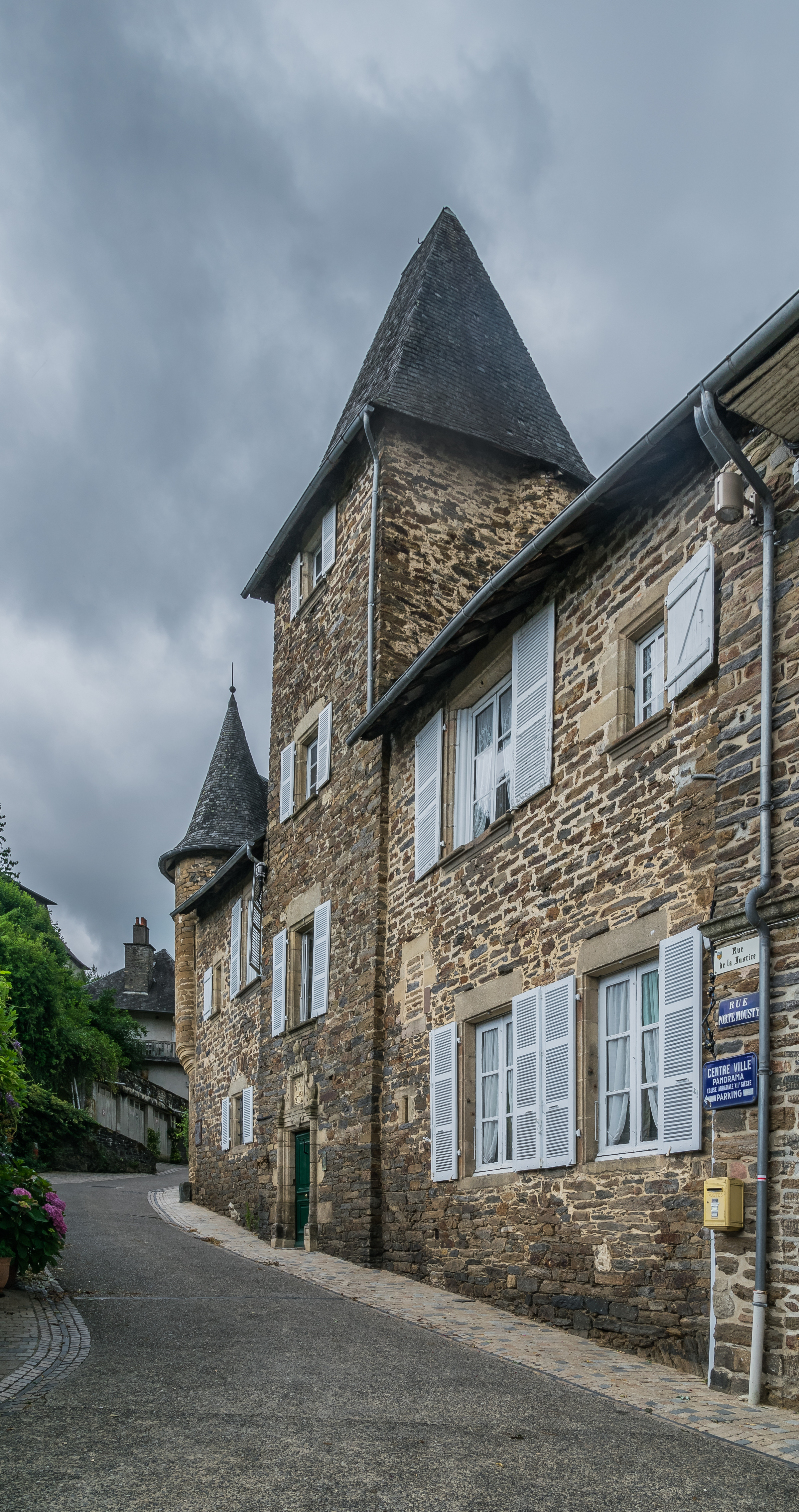
Maison de Tayac.
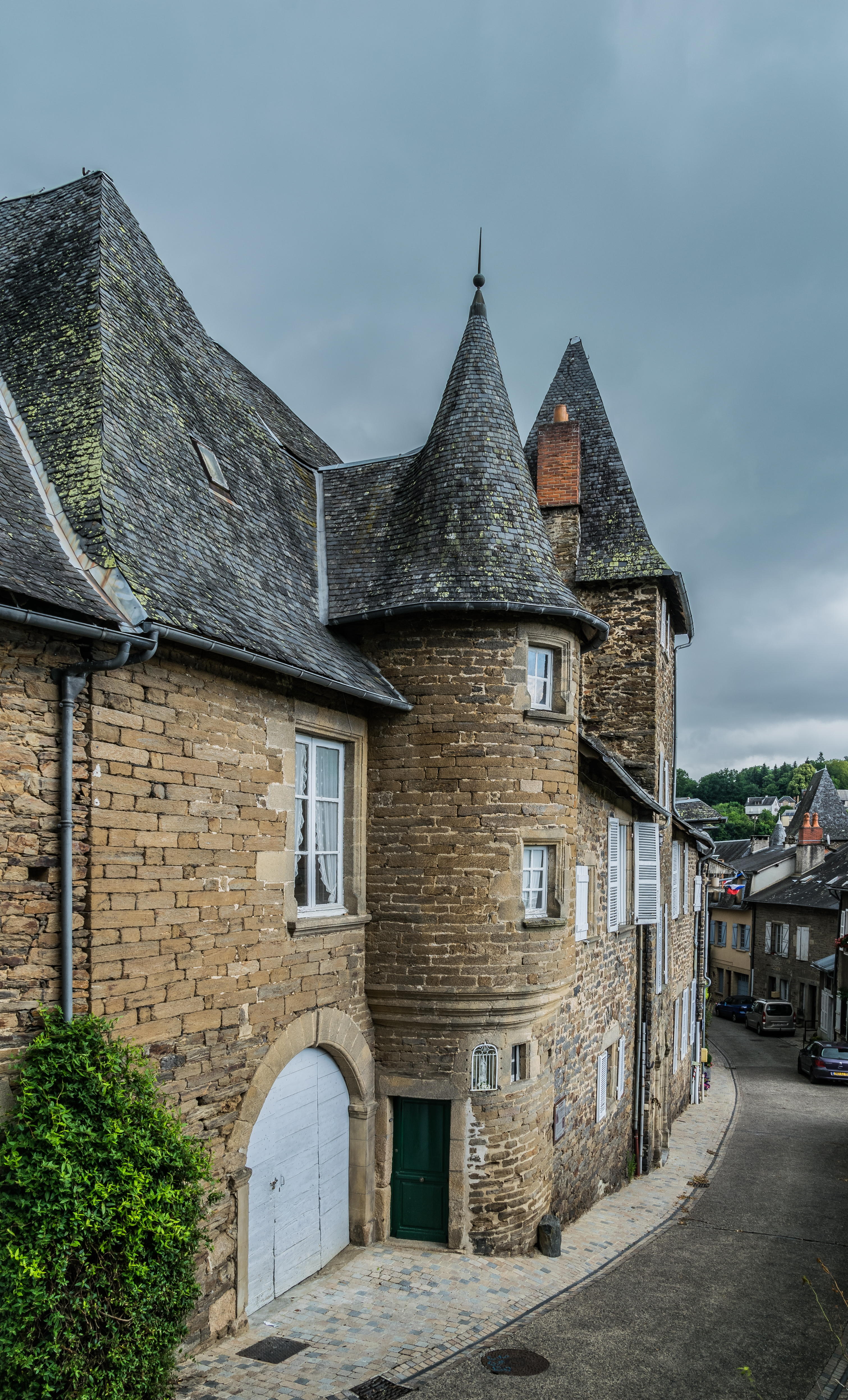
Maison de Tayac.
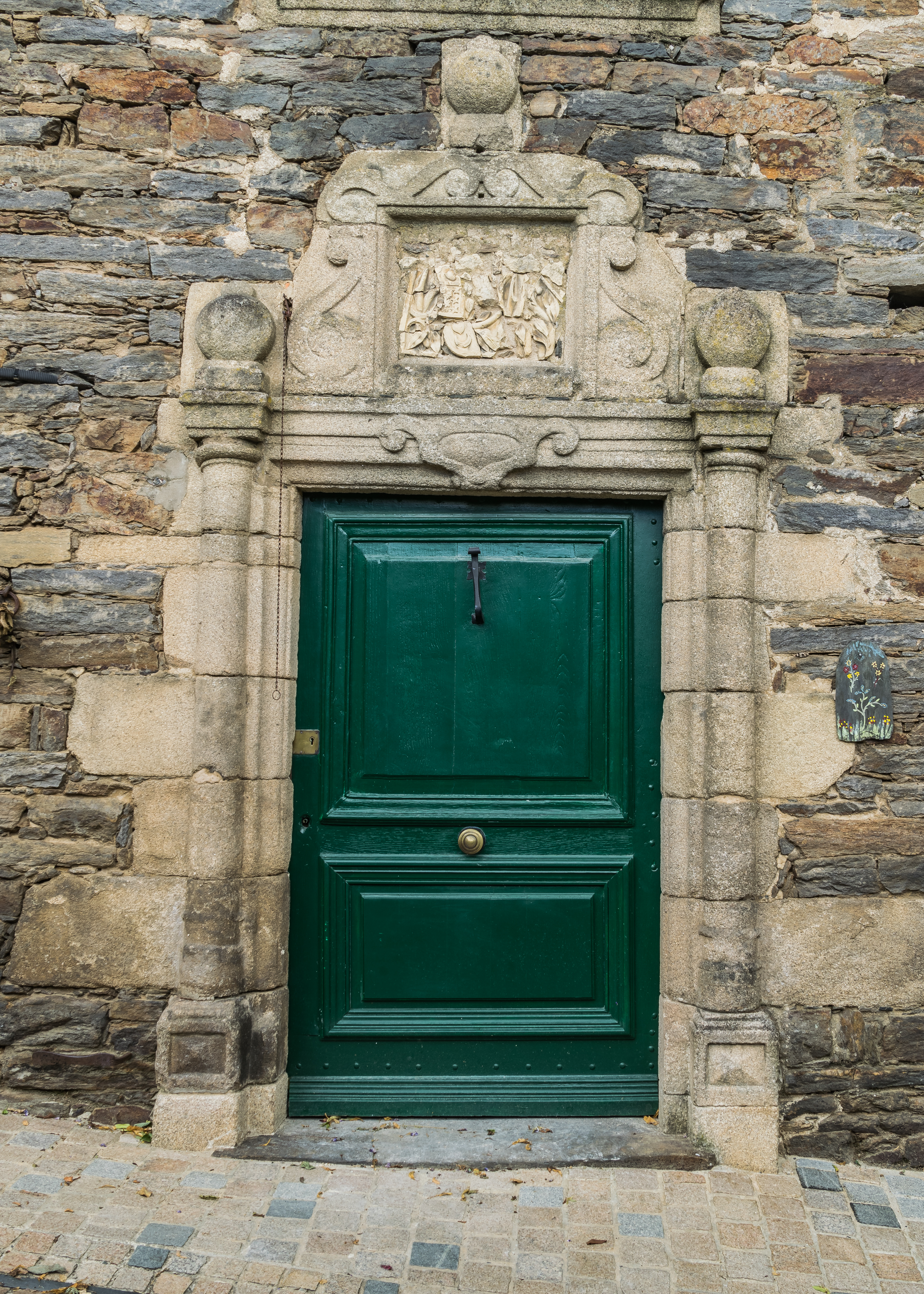
Porte de la Maison de Tayac.
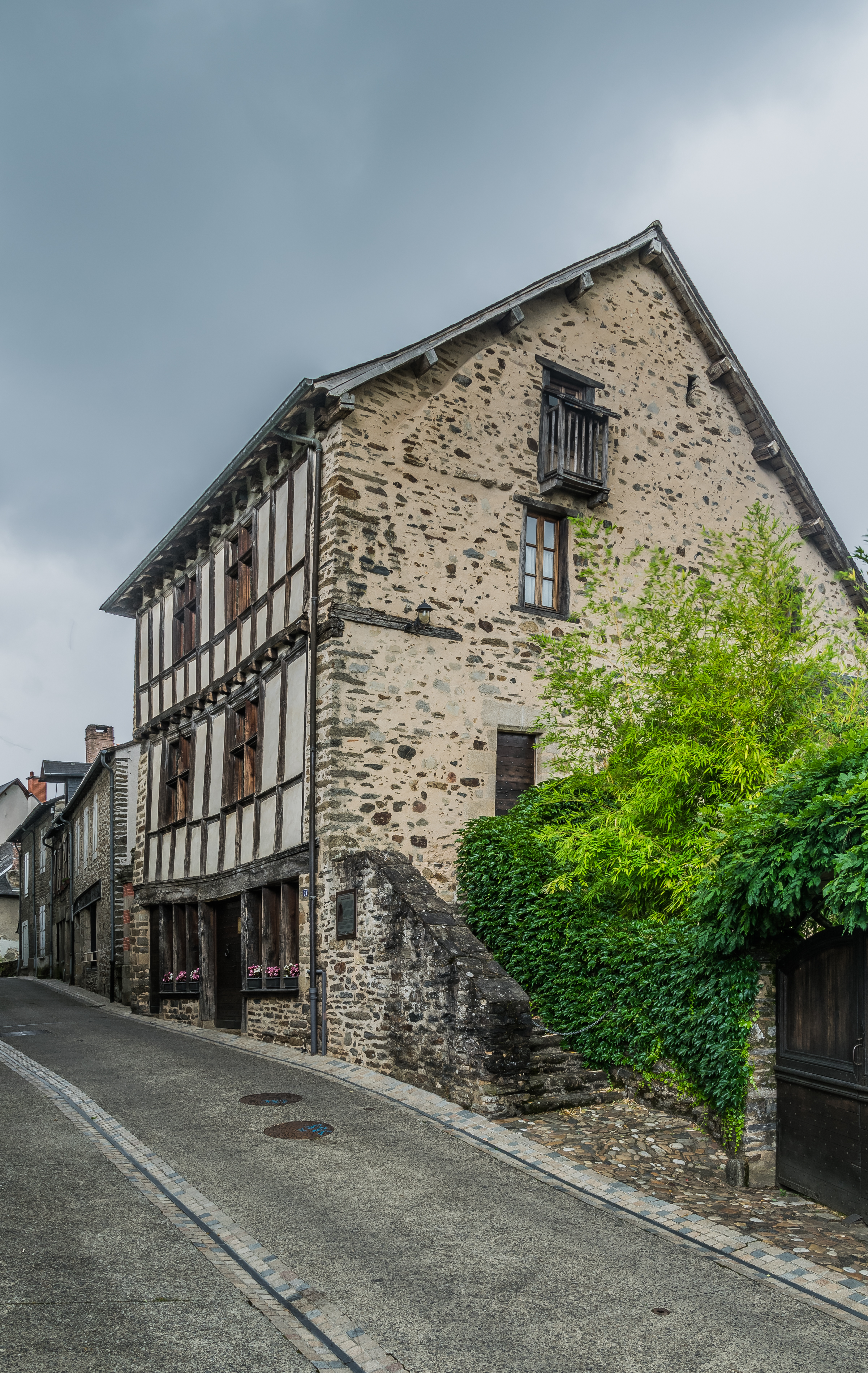
Maison à pans de bois.
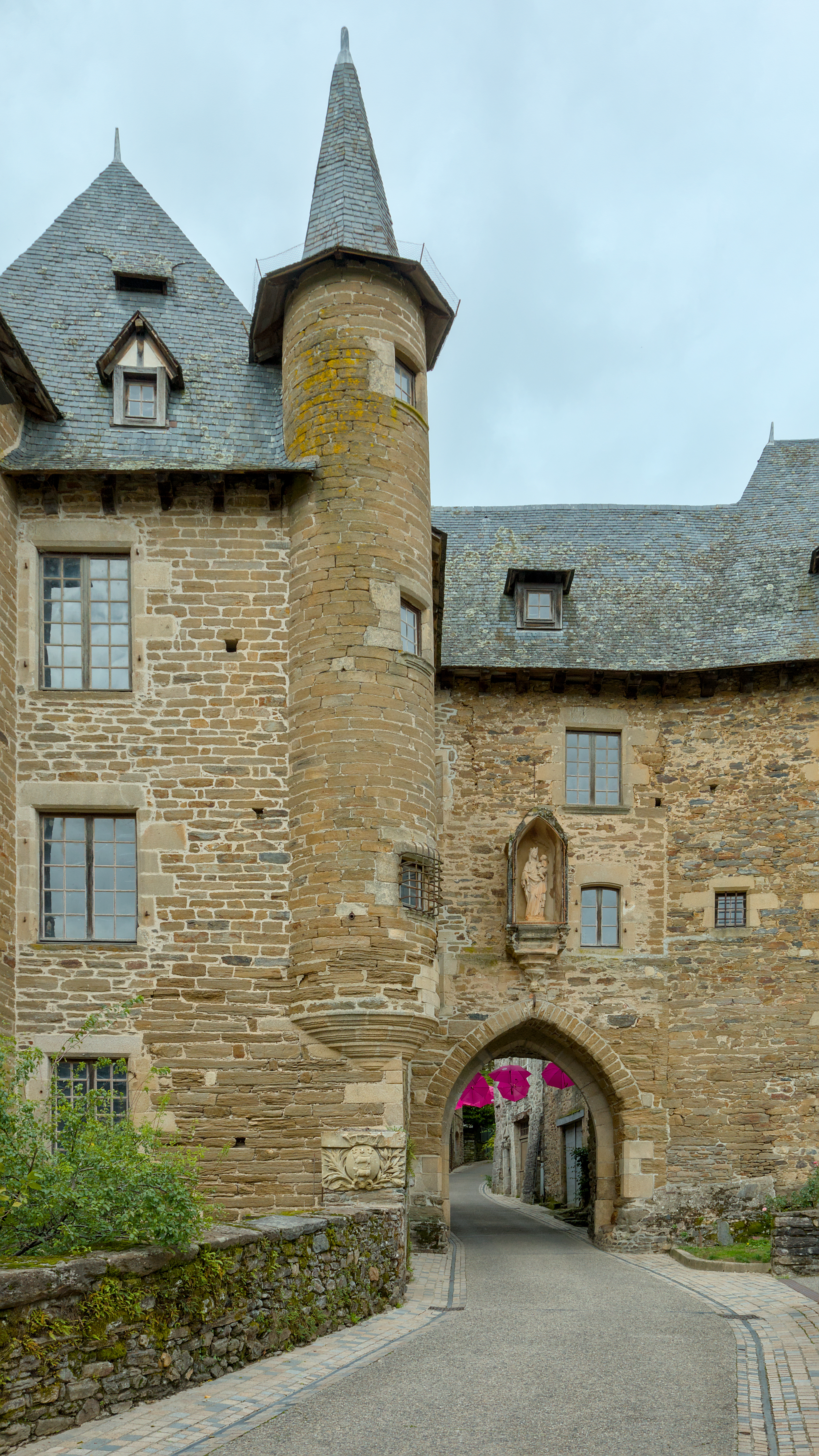
Porte Bécharie.
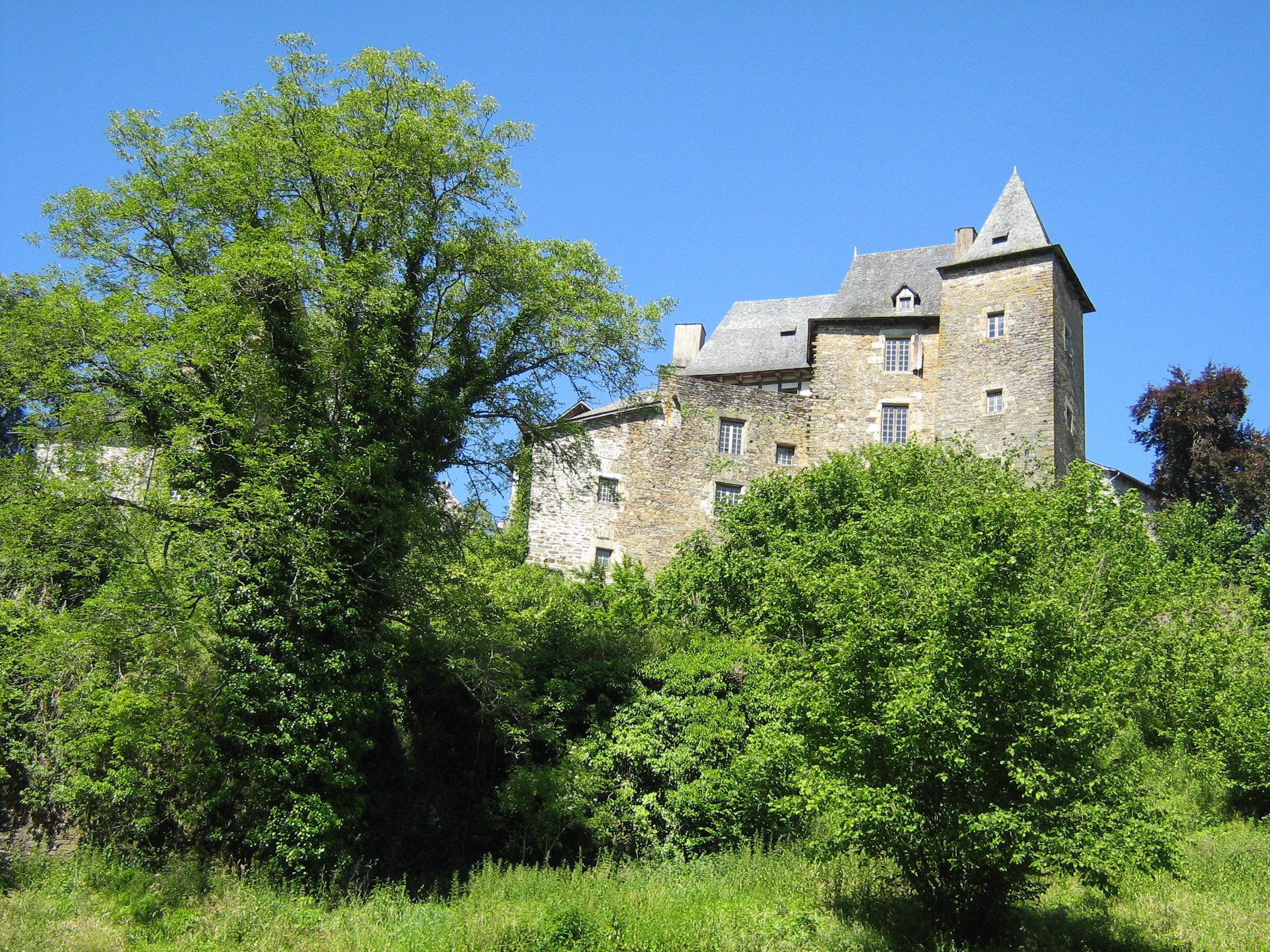
Hôtel Bécharie depuis la Vézère.
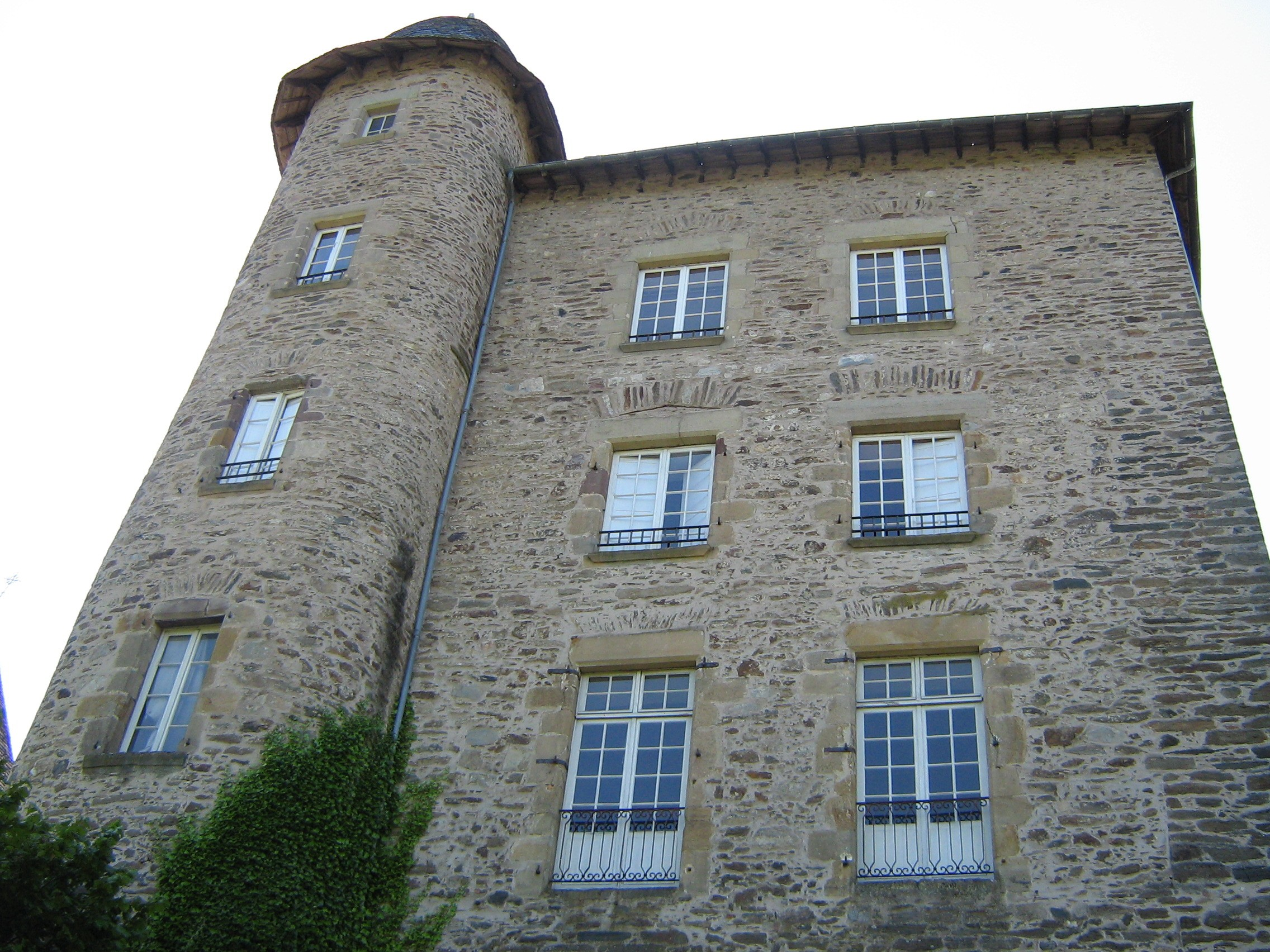
Hôtel des Joyet de Maubec.
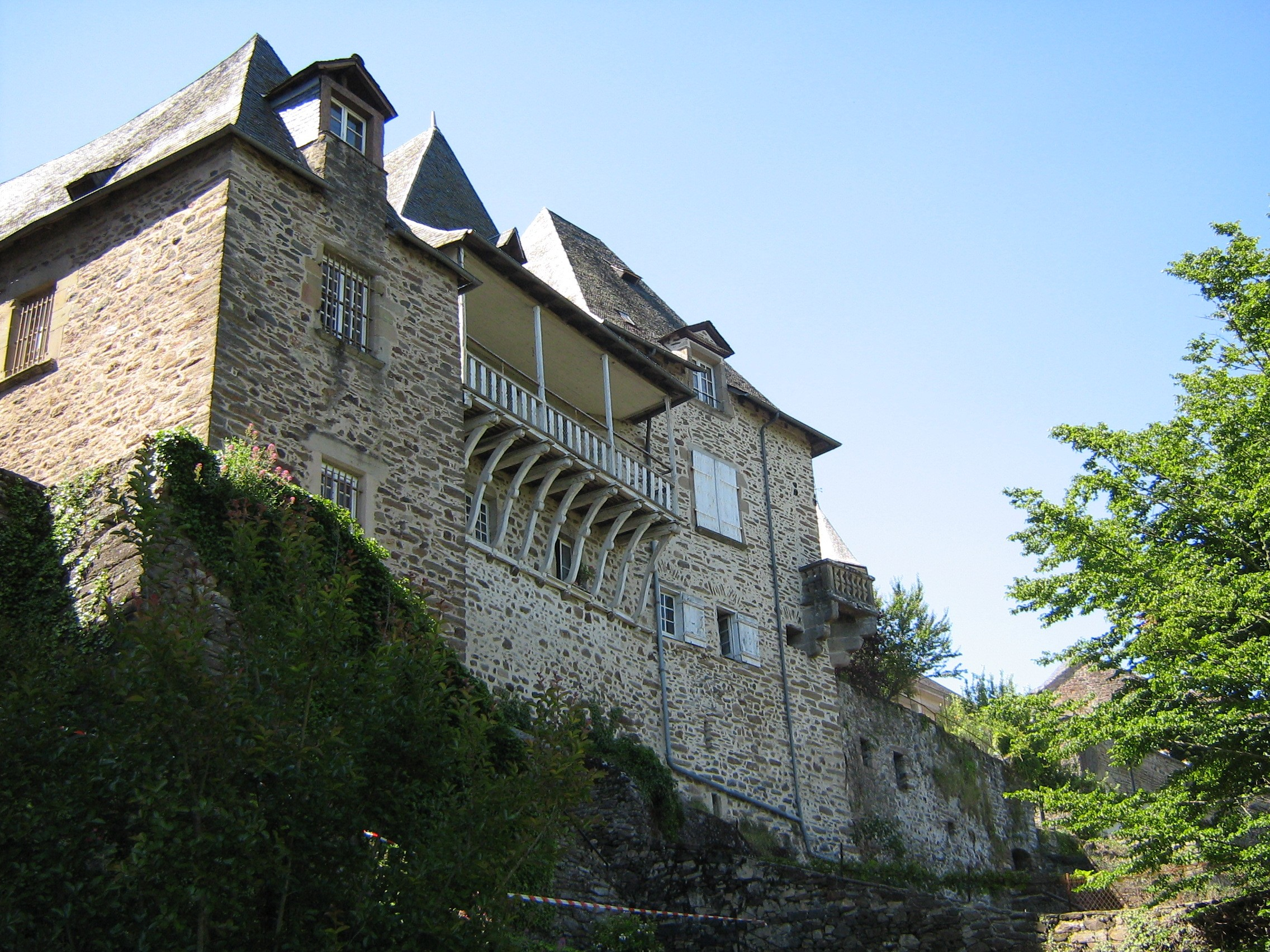
Maison Boyer-Chammard.
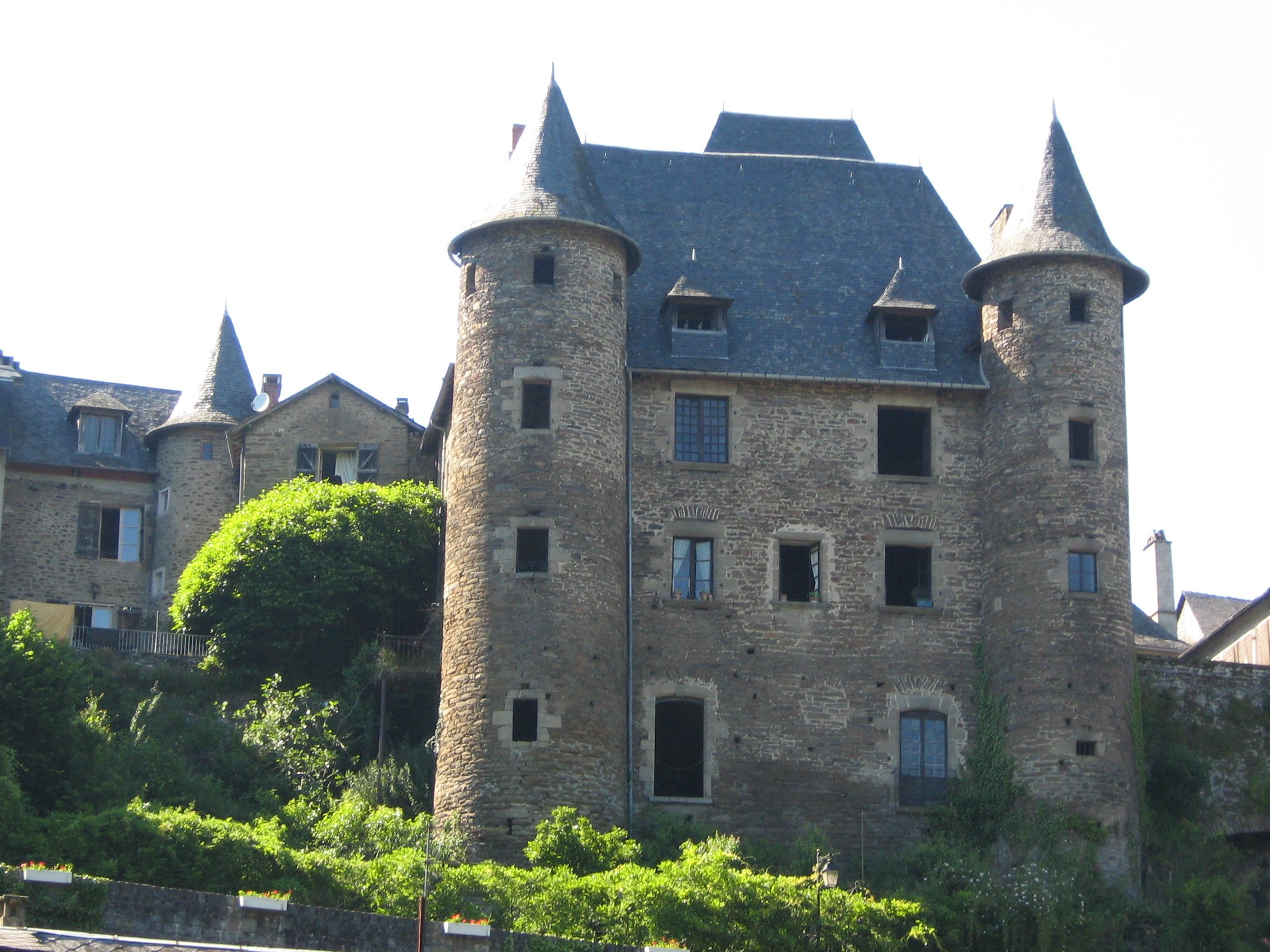
Château Pontier.
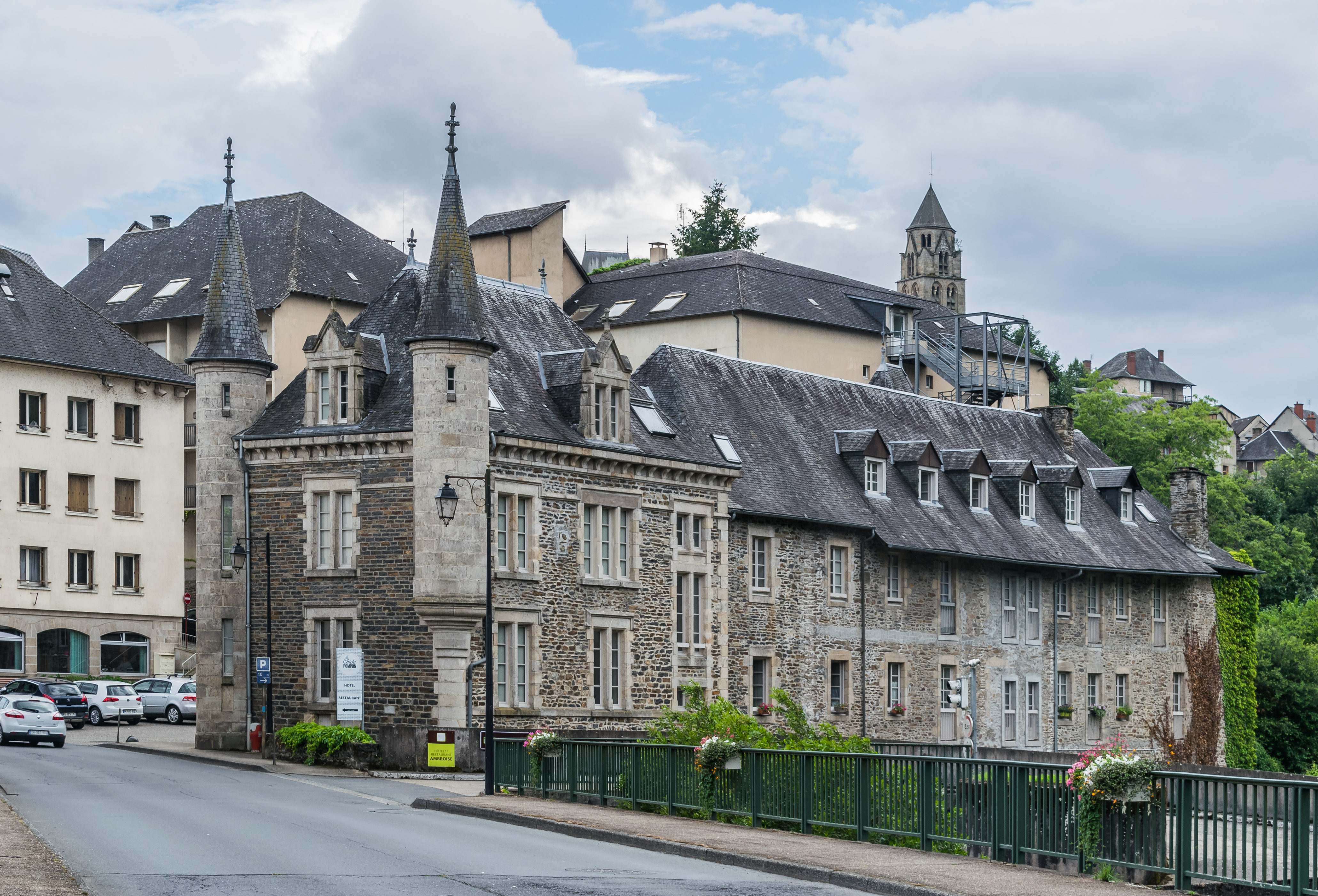
L'ancien hospice.
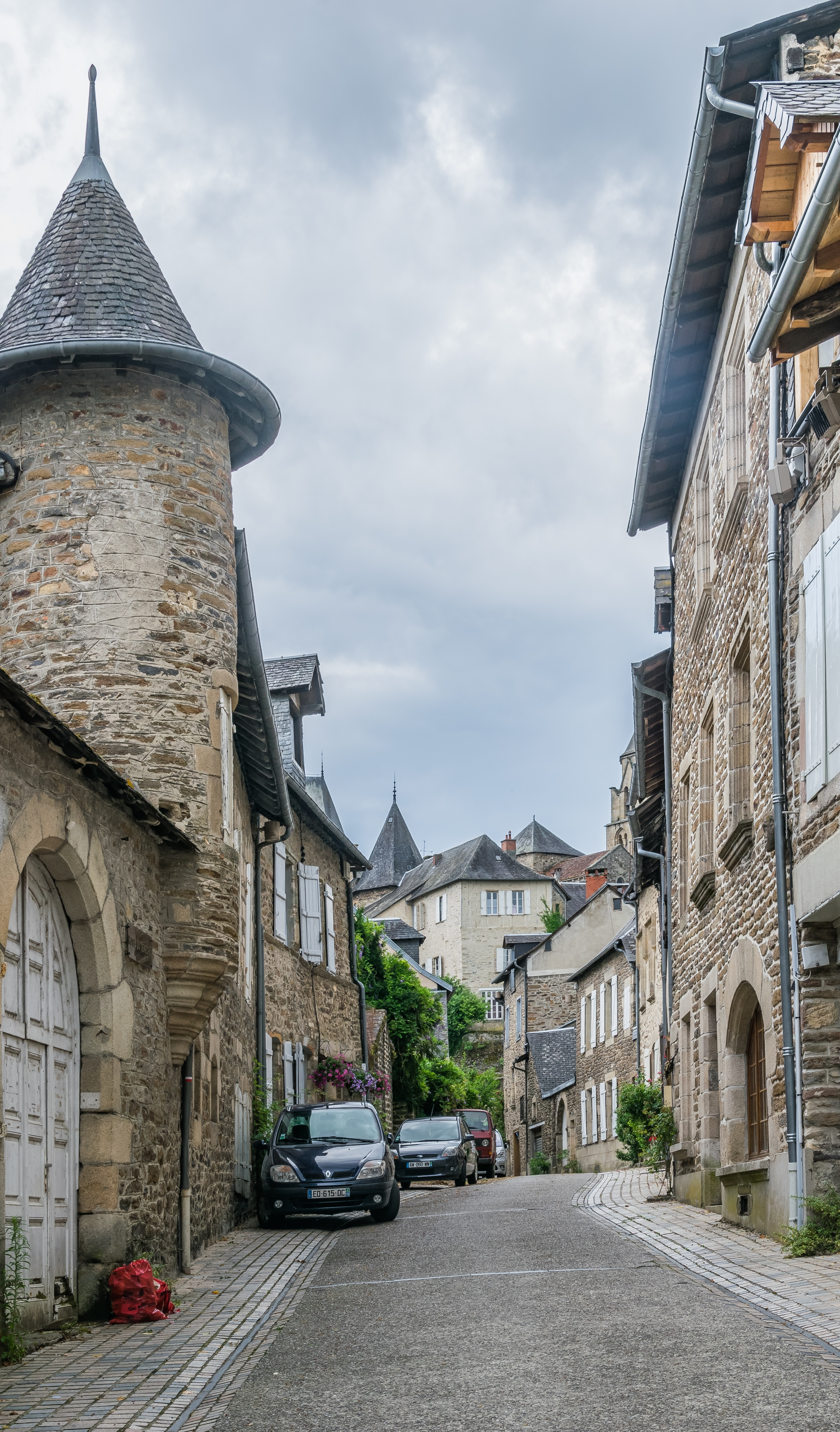
La rue de la Justice.
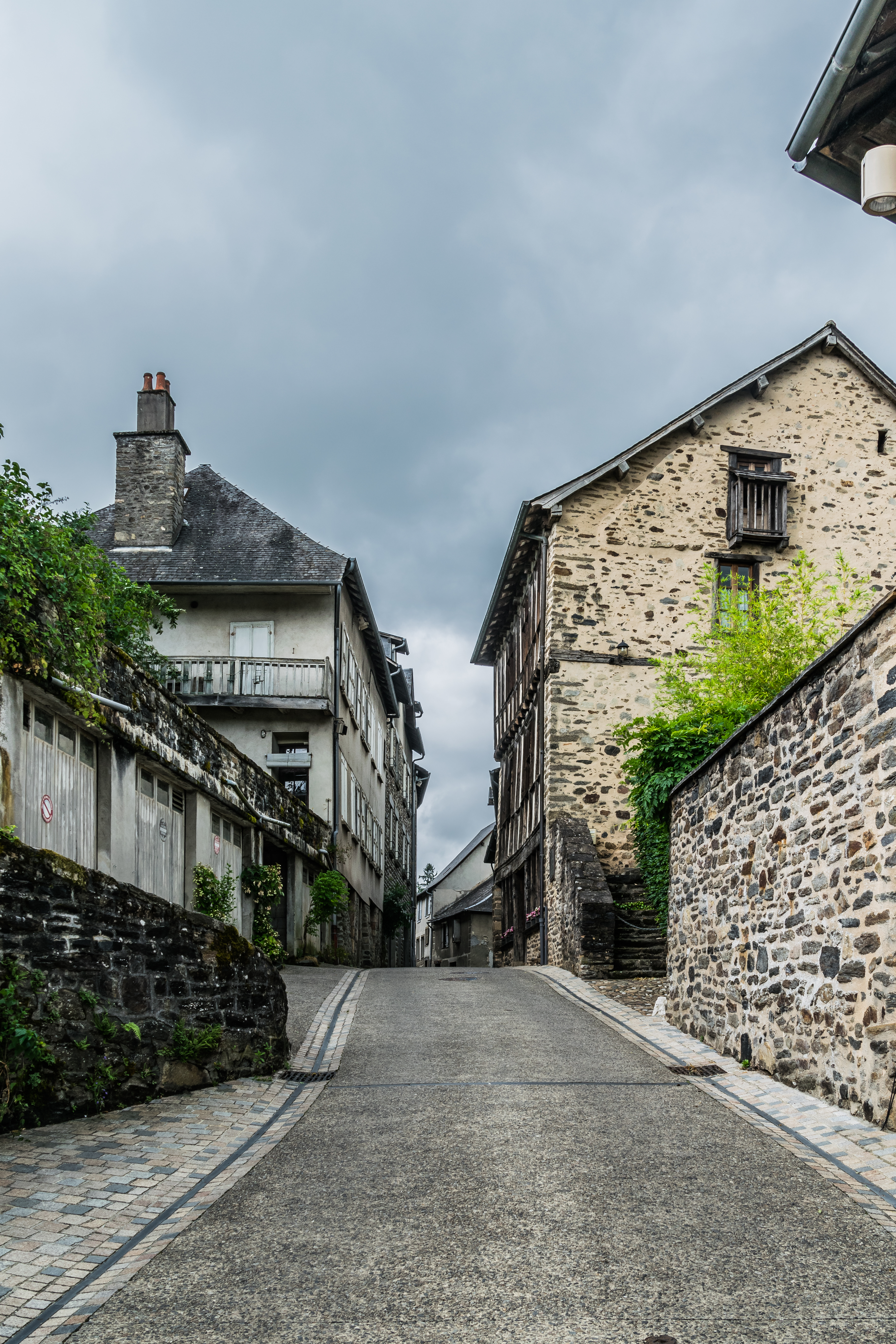
La rue Pierre Chalaud.

### Révolution et époque contemporaine
Le 2 mars 1789 se tint à Uzerche l'assemblée de la sénéchaussée ; 29 députés sont choisis parmi les 115 élus. Le 16 mars, ils portent à Tulle le cahier de doléances.
Le 30 juillet 1789 se répand le bruit que le comte d'Artois, frère de Louis XVI, arrive à Uzerche à la tête de 16 000 hommes. Son armée vient de Bordeaux et a incendié plusieurs villes. Aussitôt les hommes d'Uzerche et des paroisses environnantes s'arment mais la prétendue armée n'arrive pas : c'était une fausse nouvelle liée à la Grande Peur de l'été 1789.
Le département de la Corrèze est formé en 1790. Il est composé de quatre districts : Brive, Tulle, Ussel, et Uzerche. Chacun de ces districts est divisé en 41 cantons, formés eux-mêmes de plusieurs communes.
Sous la Révolution, Uzerche devient chef-lieu de district en adoptant le nom de Faubourg-Égalité et voit la première décapitation du département de la Corrèze, place du Marché, le 19 septembre 1793. Les guerres de la Révolution en 1792-1793 voient deux Uzerchois se distinguer : le général Materre et le colonel Varéliaud. Sous Napoléon Ier, l'Uzerchois Alexis Boyer devient chirurgien de l'empereur, et le suit dans les campagnes de Pologne et Prusse.
En 1826, la commune de Sainte-Eulalie est rattachée à Uzerche.

Quartier de Sainte-Eulalie
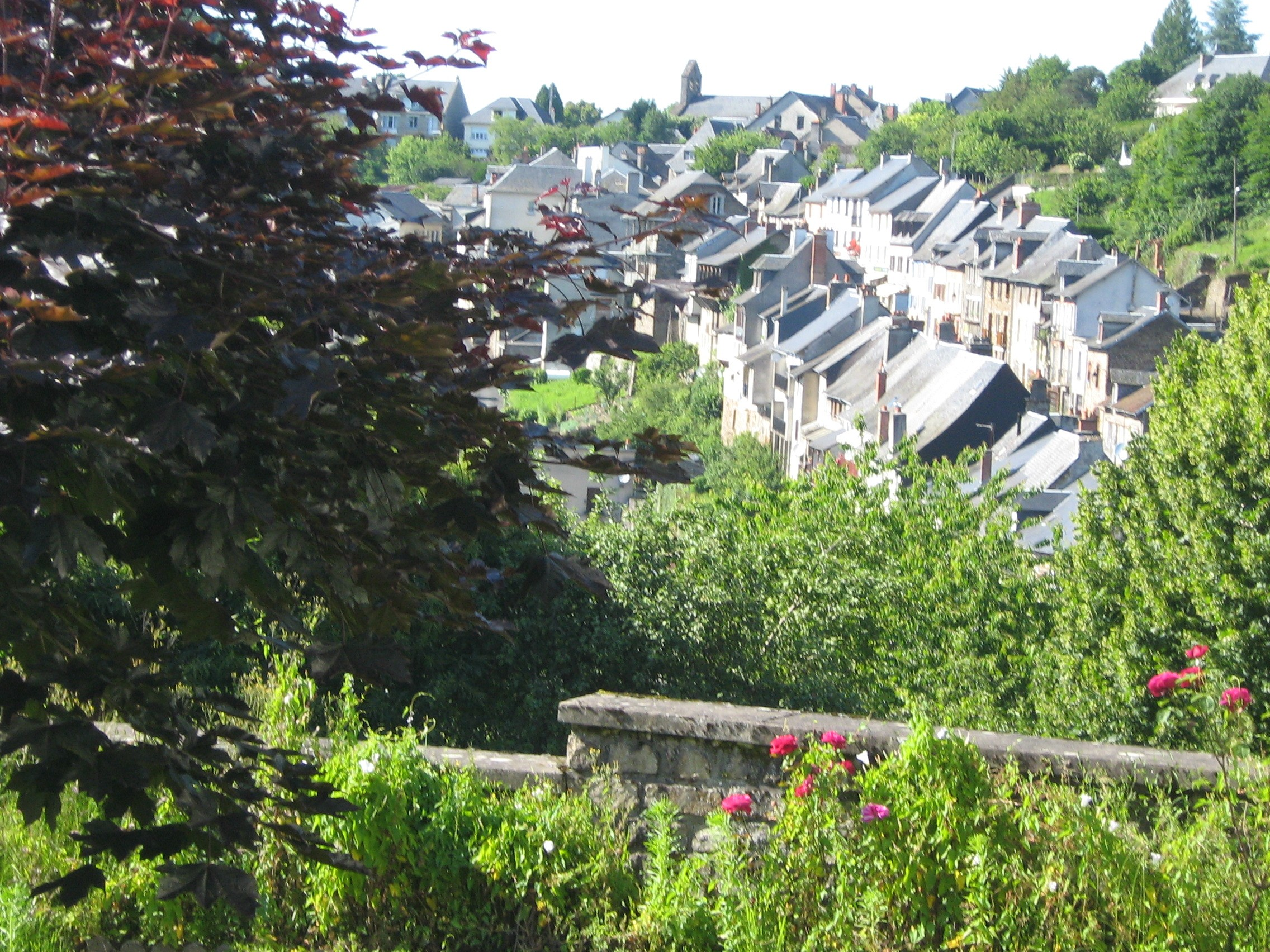
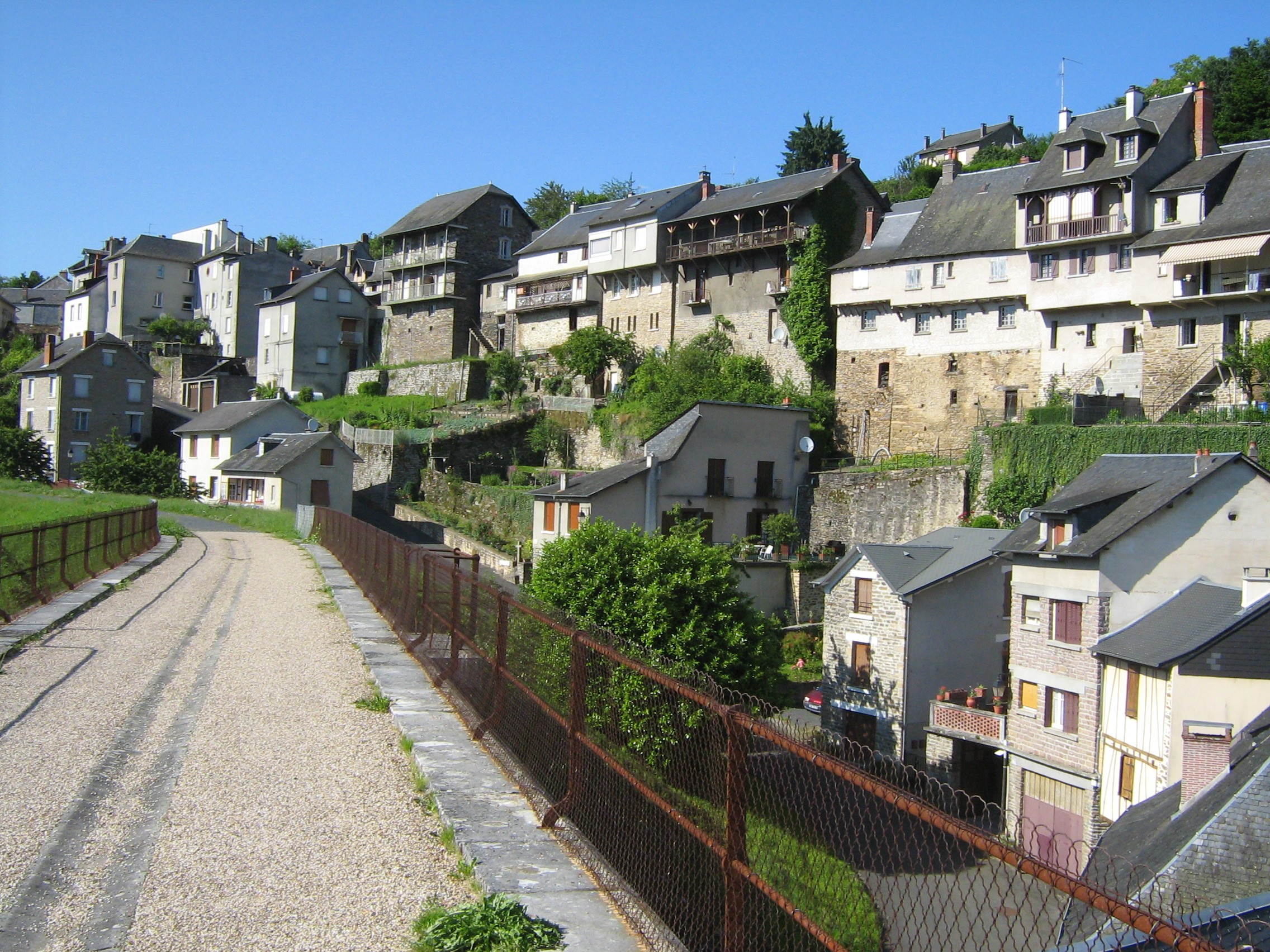
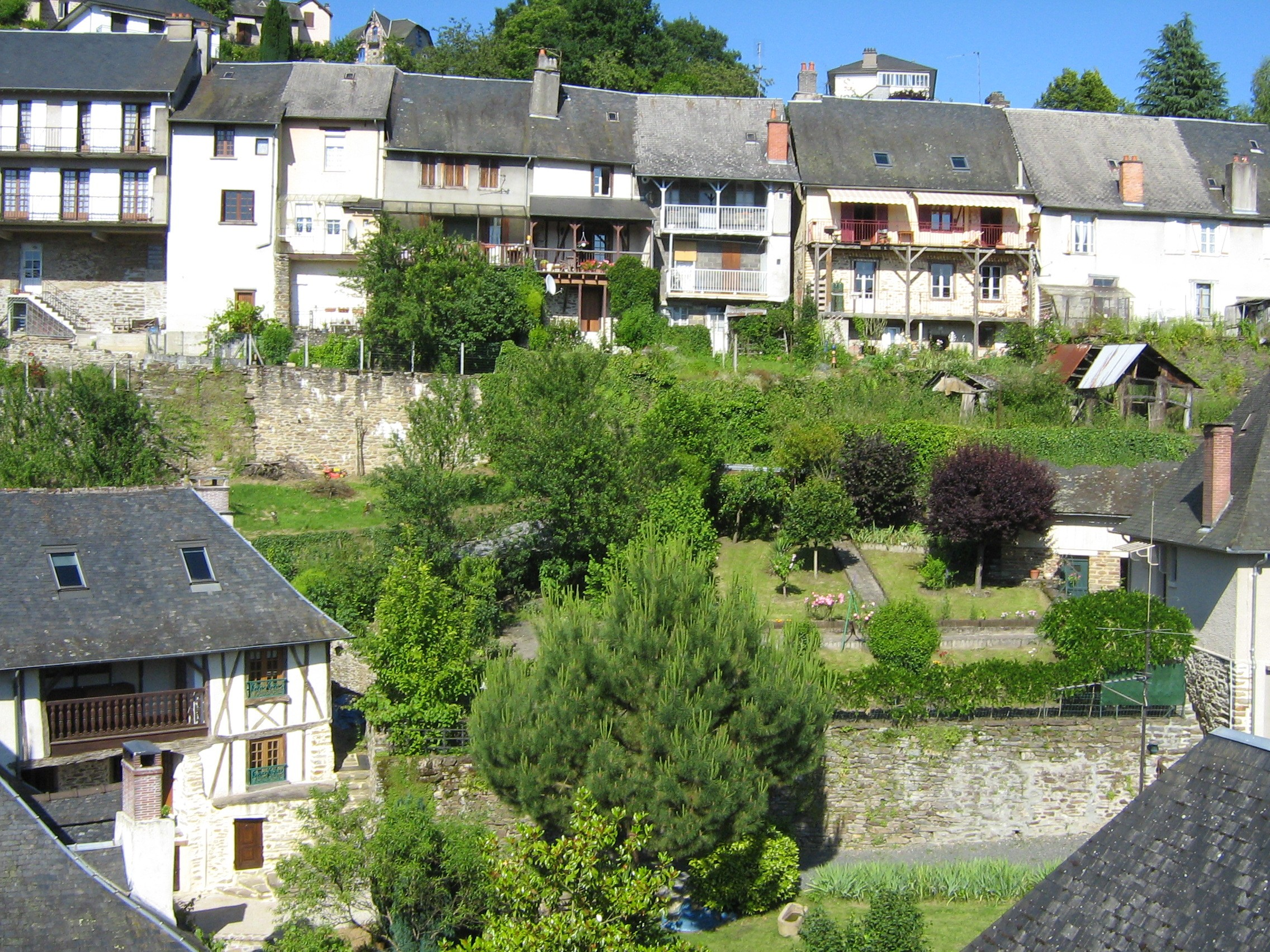
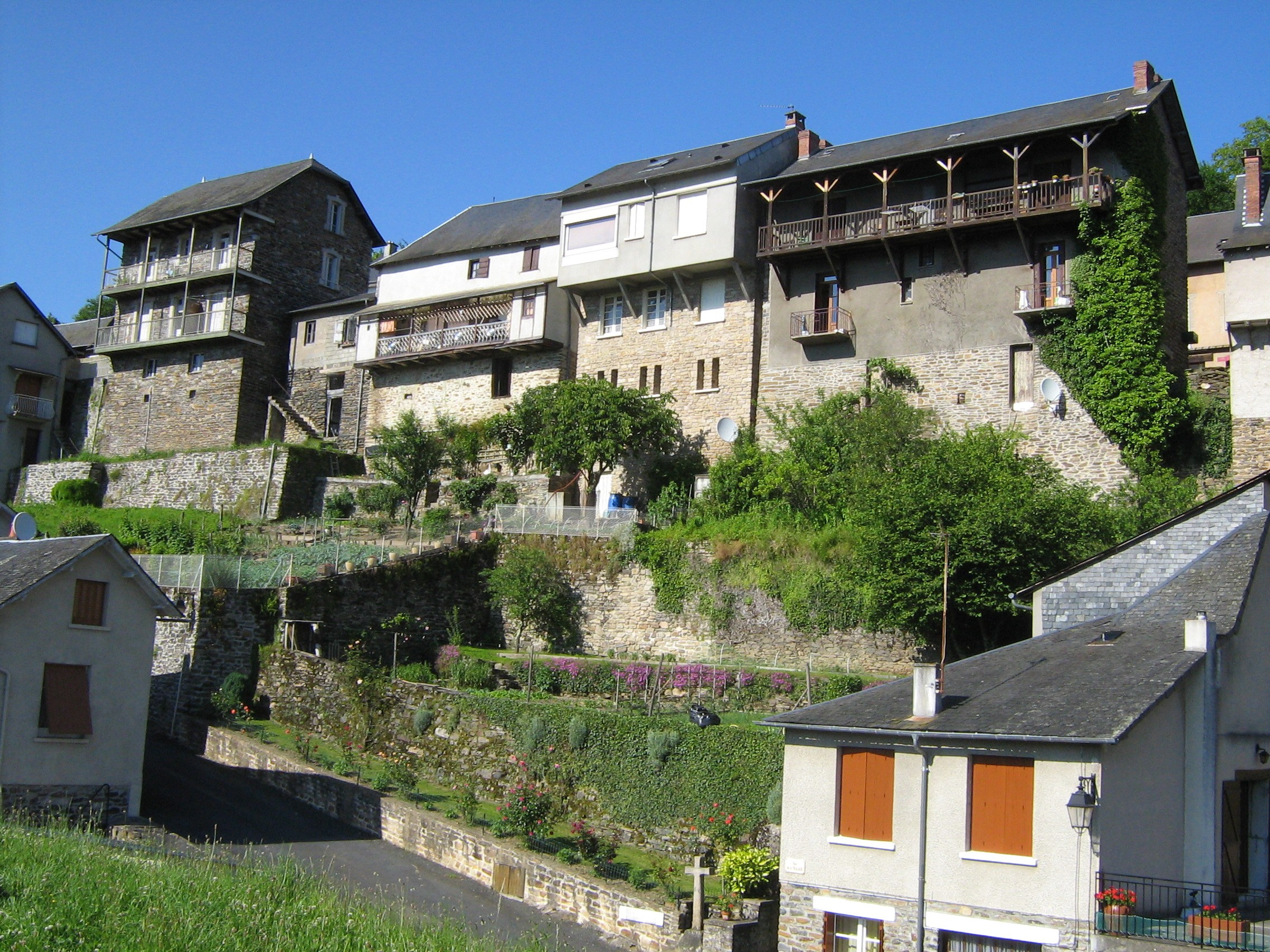

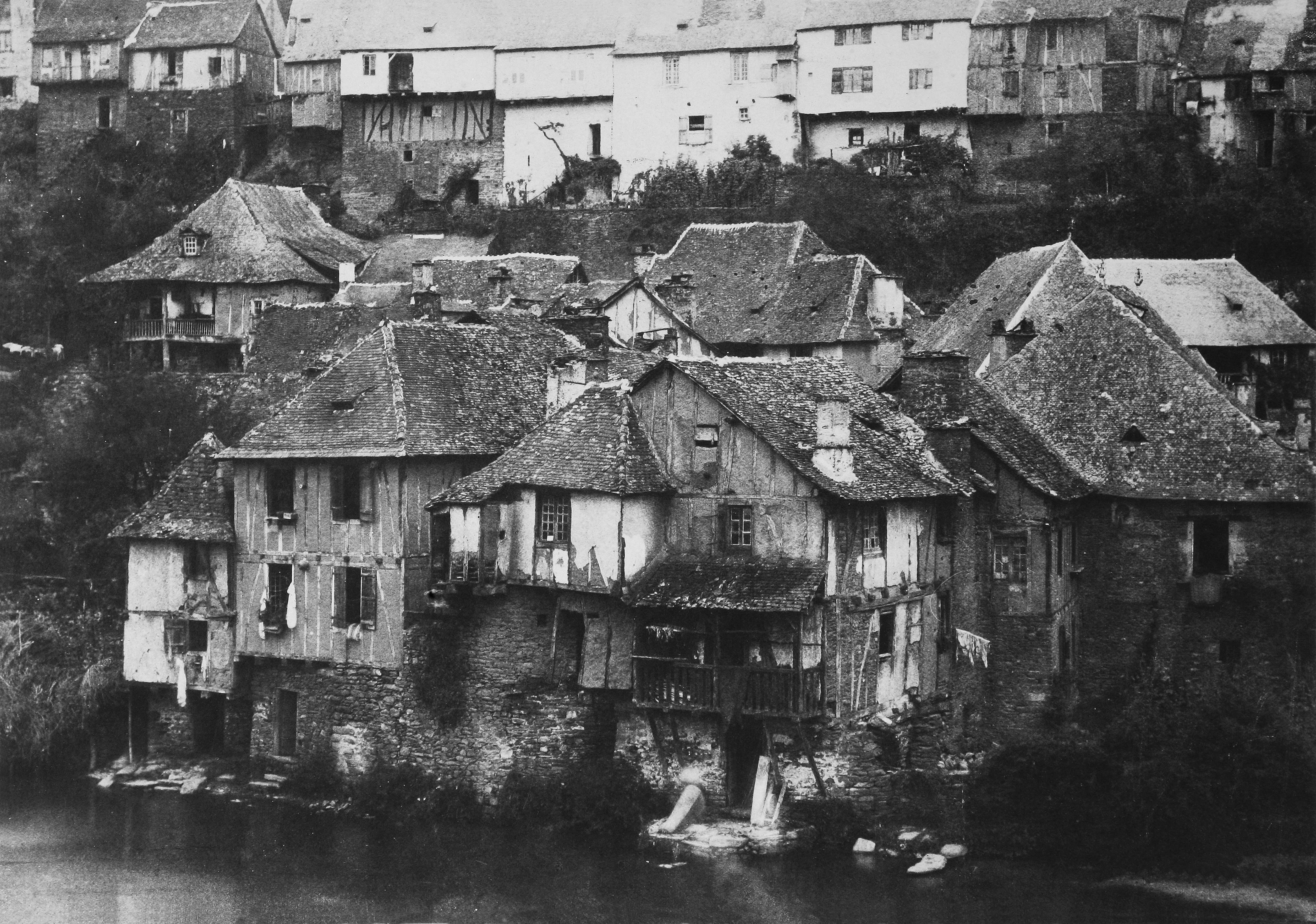
La rive de Gustave Le Gray.

Programmé en 1840 et achevé en 1855, le tunnel routier est, un siècle durant, le seul sur la route nationale 20. En 1892 vient s'y ajouter un tunnel ferroviaire sur la ligne à voie métrique Uzerche - Seilhac - Tulle - Argentat. La voie ferrée ainsi que la construction du viaduc du « PO-Corrèze » donnent une nouvelle dimension à la ville. Le viaduc, d'une longueur de 142 m, est achevé en 1902 ; il comprend douze arches et permet au tacot de relier la gare PO, située au nord, à la « Petite Gare », station d'Uzerche-Ville. Le POC fonctionne jusqu'en 1969, date de son arrêt définitif. Le viaduc sert aujourd'hui de promenade piétonne (GR 46).

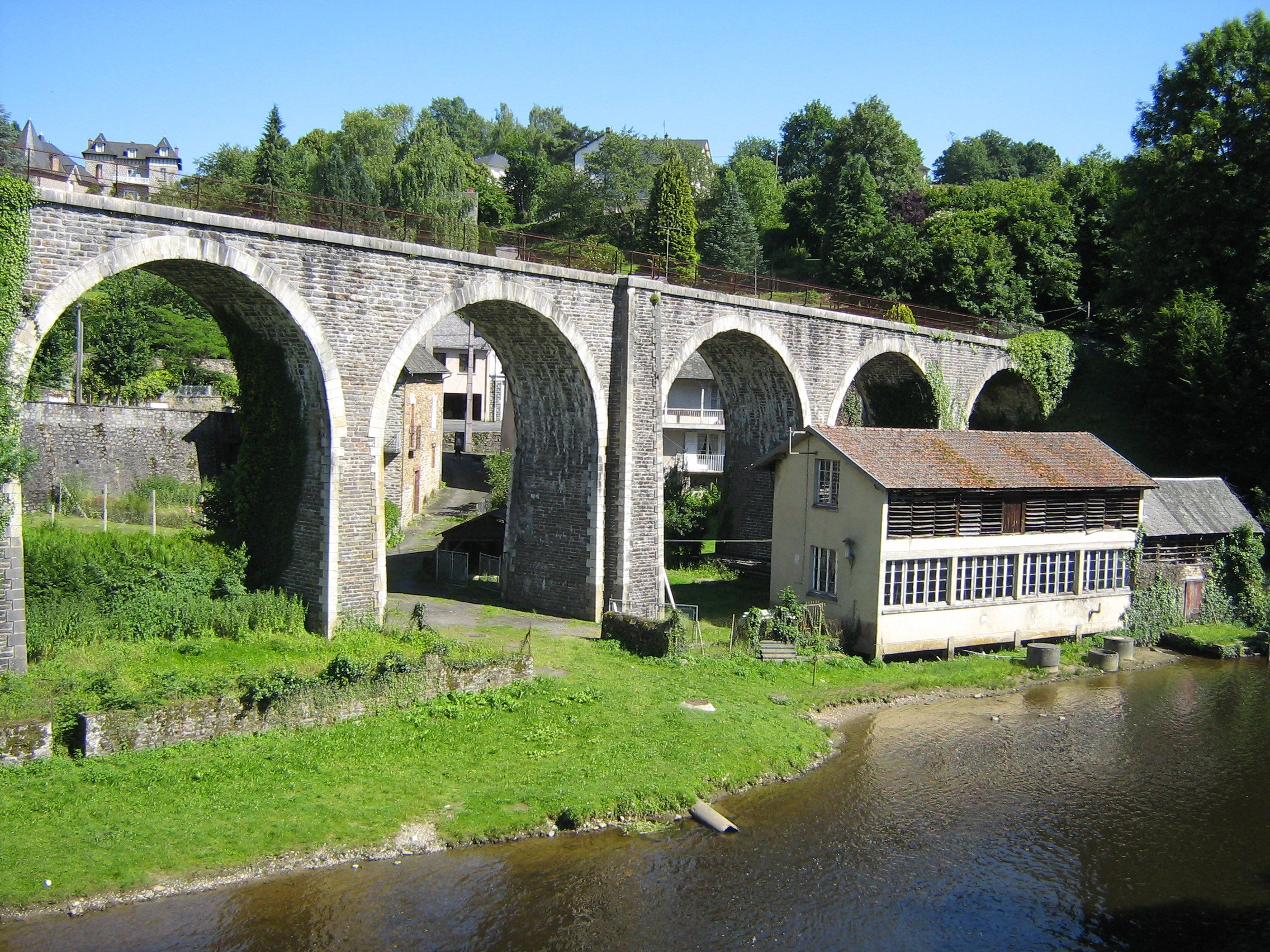
Viaduc du PO-Corrèze et ancienne tannerie au bord de la Vézère.

Le 5 septembre 1870, le maire, monsieur de Tayac, communique à son conseil les dépêches annonçant la déchéance de l'Empire et la proclamation de la IIIe République. Le 13 novembre 1870, le conseil municipal exprime son adhésion unanime au plébiscite de Paris du 4 novembre 1870 qui maintient le pouvoir au gouvernement de la Défense nationale.
À l'été 1940, commence le départ progressif des réfugiés et des troupes en retraite qui sont peu à peu démobilisées. Ils sont remplacés, fin 1940, par un escadron de GMR.
En octobre 1942, le réseau Buckmaster commence ses émissions à Uzerche et Salon-la-Tour.
Le 11 novembre 1942 les troupes allemandes franchissent la ligne de démarcation et traversent Uzerche et Masseret. Quelques jours plus tard le premier parachutage d'armes a lieu à Salon-la-Tour (échec) et Espartignac (succès).
En juin 1944, la 2e division SS Das Reich, commandée par le général Heinz Lammerding, reçoit l'ordre, au lendemain du débarquement de Normandie, de se positionner entre Tulle et Limoges pour y réduire le maquis. Plusieurs résistants participent alors à l'attaque d'un train en gare d'Allassac, attaque qui permet aux maquisards de libérer le journaliste et partisan de la Résistance allemand Gerhard Leo. Parmi eux se trouve le lieutenant Michel : arrêté peu avant l'attaque de Tulle par les maquisards de Jacques Chapou, il est pendu à Uzerche sous l'ordre et les yeux de Lammerding qui venait de passer deux nuits chez l'habitant le même jour, avaient lieu le Massacre de Tulle.

## Politique et administration

### Tendances politiques et résultats
Élection présidentielle de 2007
Au second tour, sur un total de 1969 inscrits, on a compté 1 738 votants, ce qui représente un taux d'abstention de 11,73 % (la moyenne nationale était de 16,03 %). 50,36 % des votes se sont reportés sur le vainqueur Nicolas Sarkozy contre 49,64 % pour la candidate socialiste Ségolène Royal. Au premier tour, celle-ci avait obtenu 28,45 % des voix contre 31,02 % pour le candidat de l'UMP. Toutefois, les Uzerchois ont globalement voté plus à gauche que la moyenne nationale : Marie-George Buffet, candidate du PCF, a recueilli 5,14 % des suffrages (1,93 % au niveau national), le candidat centriste François Bayrou (15,84 %) et celui du Front national Jean-Marie Le Pen (7,89 %),.
Élections municipales de 2001
La liste conduite par Sophie Dessus est élue dès le premier tour dans son intégralité, face à l'équipe sortante qui ne remporte aucun siège.
Élections municipales de 2008
Face à la liste conduite par Michel Heysch de la Borde qui ne remporte aucun siège au conseil municipal, la liste conduite par Sophie Dessus, maire sortant, est élue dans son intégralité au deuxième tour. Lors de cette élection 1 663 suffrages ont été exprimés, sur 2 006 inscrits, soit un taux de participation de 82,90 % avec 3,37 % de votes blancs ou nuls. Sophie Dessus, maire d'Uzerche, obtient 1 059 voix (2e place), le nombre de voix s'échelonnant entre 1073 pour le premier et 843 pour le 23e.

### Administration municipale
Le nombre d'habitants à Uzerche étant supérieur à 2 500 et inférieur à 3 499, le nombre de conseillers municipaux est de 23. Le conseil municipal compte 11 hommes et 12 femmes avec Jean-Paul Grador en tant que maire.

### Intercommunalité
Uzerche est l'une des 12 communes faisant partie de la communauté de communes du pays d'Uzerche, créée en 1999 et présidée par Catherine Chambras, également première adjointe à la mairie d'Uzerche.

### Jumelages
Au 9 août 2010, Uzerche est jumelée avec :
- Serravalle Pistoiese (Italie) depuis 2002[69].

### Instances judiciaires et administratives
Le centre de détention d'Uzerche, ouvert le 2 juillet 1990, a une capacité de 600 places et emploie 235 personnes. Il est bâti sur un terrain de 12 hectares appartenant à la commune d'Uzerche.

### Politique environnementale
Dans son palmarès 2024, le Conseil national de villes et villages fleuris de France a attribué deux fleurs à la commune.

## Population et société

### Démographie

#### Évolution démographique de la commune de Sainte-Eulalie
La commune de Sainte-Eulalie a été rattachée à Uzerche en 1826.
| 1793 | 1800 | 1806 | 1821 | - | - | - | - | - |
| ---- | ---- | ---- | ---- | - | - | - | - | - |
| 337  | 336  | 353  | 397  | - | - | - | - | - |

#### Évolution démographique de la commune d'Uzerche
L'évolution du nombre d'habitants est connue à travers les recensements de la population effectués dans la commune depuis 1793. Pour les communes de moins de 10 000 habitants, une enquête de recensement portant sur toute la population est réalisée tous les cinq ans, les populations de référence des années intermédiaires étant quant à elles estimées par interpolation ou extrapolation. Pour la commune, le premier recensement exhaustif entrant dans le cadre du nouveau dispositif a été réalisé en 2007.

En 2022, la commune comptait 2 806 habitants, en évolution de −1,47 % par rapport à 2016 (Corrèze : −0,59 %, France hors Mayotte : +2,11 %).
| 1793  | 1800  | 1806  | 1821  | 1831  | 1836  | 1841  | 1846  | 1851  |
| ----- | ----- | ----- | ----- | ----- | ----- | ----- | ----- | ----- |
| 1 900 | 1 808 | 1 942 | 2 102 | 3 214 | 3 223 | 3 217 | 3 415 | 3 428 |

| 1856  | 1861  | 1866  | 1872  | 1876  | 1881  | 1886  | 1891  | 1896  |
| ----- | ----- | ----- | ----- | ----- | ----- | ----- | ----- | ----- |
| 3 324 | 3 180 | 3 221 | 3 022 | 2 982 | 3 019 | 3 228 | 4 351 | 3 222 |

| 1901  | 1906  | 1911  | 1921  | 1926  | 1931  | 1936  | 1946  | 1954  |
| ----- | ----- | ----- | ----- | ----- | ----- | ----- | ----- | ----- |
| 3 126 | 3 173 | 3 175 | 2 900 | 3 030 | 3 163 | 3 201 | 3 575 | 3 536 |

| 1962  | 1968  | 1975  | 1982  | 1990  | 1999  | 2006  | 2007  | 2012  |
| ----- | ----- | ----- | ----- | ----- | ----- | ----- | ----- | ----- |
| 3 316 | 3 314 | 3 091 | 3 097 | 2 813 | 3 062 | 3 182 | 3 195 | 2 958 |

| 2017  | 2022  | - | - | - | - | - | - | - |
| ----- | ----- | - | - | - | - | - | - | - |
| 2 806 | 2 806 | - | - | - | - | - | - | - |

La population uzerchoise au XVIIe siècle est estimée à un millier. En 1790, la ville et sa campagne totalisaient 1 900 habitants dont 1 459 agglomérés.
La commune occupe le 3 133e rang au niveau national, alors qu'elle était au 3 052e en 1999, et le 11e au niveau départemental sur 286 communes.
L'évolution du nombre d'habitants est connue à travers les recensements de la population effectués à Uzerche depuis 1793. Le maximum de la population a été atteint 1891 avec 4 351 habitants.
Au cours du XXe siècle, la population a fluctué pour retrouver en 1999 une valeur proche de l'année 1901. Les ravages de la Première Guerre mondiale, comme dans la plupart des communes françaises, sont patents : Uzerche perd en effet près de 300 habitants entre 1911 et 1921. La population enregistre ensuite une embellie et, en 1946, le nombre d'habitants culmine à 3 575. Les Trente Glorieuses apportent néanmoins une inversion de la tendance démographique (la population corrézienne n'a cessé de chuter durant cette période) : la population diminue de 1946 à 1990 (si l'on excepte une très légère augmentation en 1982) pour atteindre en 1990 la plus basse valeur enregistrée au cours du XXe siècle. L'année 1999 amorce une période de croissance confortée par la valeur de 2007 (3 195 habitants).
De 1999 à 2007, la population uzerchoise a augmenté de 137 habitants, soit une progression de 4,5 %. Le taux d'évolution global de la population uzerchoise entre 1990 et 1999 était de 0,9 %. Cette évolution est due au seul solde migratoire qui atteint 2,0 %, le solde naturel étant de -1,0 %. Cette dernière valeur s'explique par le fait que le taux de mortalité (16,8 ‰ sur la période) était plus élevé que le taux de natalité (6,7 ‰). La population uzerchoise est globalement plus âgée que celle de la Corrèze. Ainsi, si l'on compare les classes d'âge de la commune avec celles de la Corrèze, on remarque que les 75-94 ans étaient sur-représentés à Uzerche en 1999, représentant un pourcentage de 15 % dans la population totale contre 12 % au niveau du département. Inversement, les 0-14 ans représentaient 10 % de la population contre 14 % à l'échelle départementale. Cette tendance semble néanmoins s'estomper depuis peu : l'année 2006 a en effet enregistré 30 naissances alors que ce nombre avoisinait les 20 depuis 1997 ; de plus, l'augmentation du nombre des naissances a été ininterrompue de 2003 à 2006. Enfin, le nombre de décès est tombé sous la barre des 40 alors qu'il l'avait invariablement dépassé depuis 1997, atteignant jusqu'à 60 en 2001 et 2003. La classe des 30-44 ans était en 1999 plus importante que dans le département, totalisant presque 24 % de la population contre à peine 20 %. On peut l'expliquer par le solde migratoire positif (+2,0 %).

#### Pyramide des âges
En 2018, le taux de personnes d'un âge inférieur à 30 ans s'élève à 29,2 %, soit au-dessus de la moyenne départementale (28,7 %). À l'inverse, le taux de personnes d'âge supérieur à 60 ans est de 30,7 % la même année, alors qu'il est de 34,7 % au niveau départemental.
En 2018, la commune comptait 1 573 hommes pour 1 223 femmes, soit un taux de 56,26 % d'hommes, largement supérieur au taux départemental (48,53 %). Cette forte concentration d'hommes s'explique par la présence d'un centre de détention (établissement de 600 places réservé aux hommes) sur la commune.
Les pyramides des âges de la commune et du département s'établissent comme suit.
| Hommes | Classe d’âge | Femmes |
| ------ | ------------ | ------ |
| 1,2    | 90 ou +      | 6,9    |
| 7,7    | 75-89 ans    | 17,2   |
| 13,3   | 60-74 ans    | 17,8   |
| 20,7   | 45-59 ans    | 18,3   |
| 25,8   | 30-44 ans    | 13,4   |
| 22,3   | 15-29 ans    | 14,4   |
| 9,0    | 0-14 ans     | 12,2   |

| Hommes | Classe d’âge | Femmes |
| ------ | ------------ | ------ |
| 1,1    | 90 ou +      | 3      |
| 9,9    | 75-89 ans    | 13,5   |
| 21,2   | 60-74 ans    | 22,1   |
| 20,8   | 45-59 ans    | 19,8   |
| 16,1   | 30-44 ans    | 15,6   |
| 15,6   | 15-29 ans    | 12,5   |
| 15,2   | 0-14 ans     | 13,4   |

### Enseignement
Uzerche est située dans l'académie de Limoges.

#### Établissements scolaires
La ville administre une école maternelle et une école élémentaire communales.
Le département gère le collège Gaucelm-Faidit.

### Manifestations culturelles et festivités
Il y a toute l'année de nombreuses manifestations festives et culturelles sur la commune d'Uzerche. Le Festival de la Vézère qui se déroule sur tout le département de la Corrèze, y propose plusieurs spectacles. Les Journées Musicales d'Uzerche, festival de musique classique ouvert aux musiques du monde (18ème édition en 2024), s'y déroule chaque année sur 5 jours début août dans l'auditorium de l'espace culturel de la Papeterie. Les Mardis d'Uzerche (spectacles, concert), Jours de Fête (fête nationale à thème) et de nombreuses expositions temporaires peuvent également être cités.

### Santé
La ville dispose d'un centre hospitalier gériatrique et d'une maison de retraite : la « Résidence la Pierrade ». Elle compte quatre médecins, deux pharmacies et deux chirurgiens dentistes. Une maison médicale regroupant une quinzaine de professionnels de santé (médecins, infirmiers, kinésithérapeutes, dentiste…) a ouvert ses portes fin 2012, un cabinet d'hypnothérapie propose également ses services d'accompagnement au mieux-être.

### Services publics et sécurité
La commune dispose d'un bureau de poste. Le Trésor Public a une antenne sur la commune. Une gendarmerie ainsi qu'une brigade motorisée de gendarmerie sont implantés à Uzerche.

### Sports

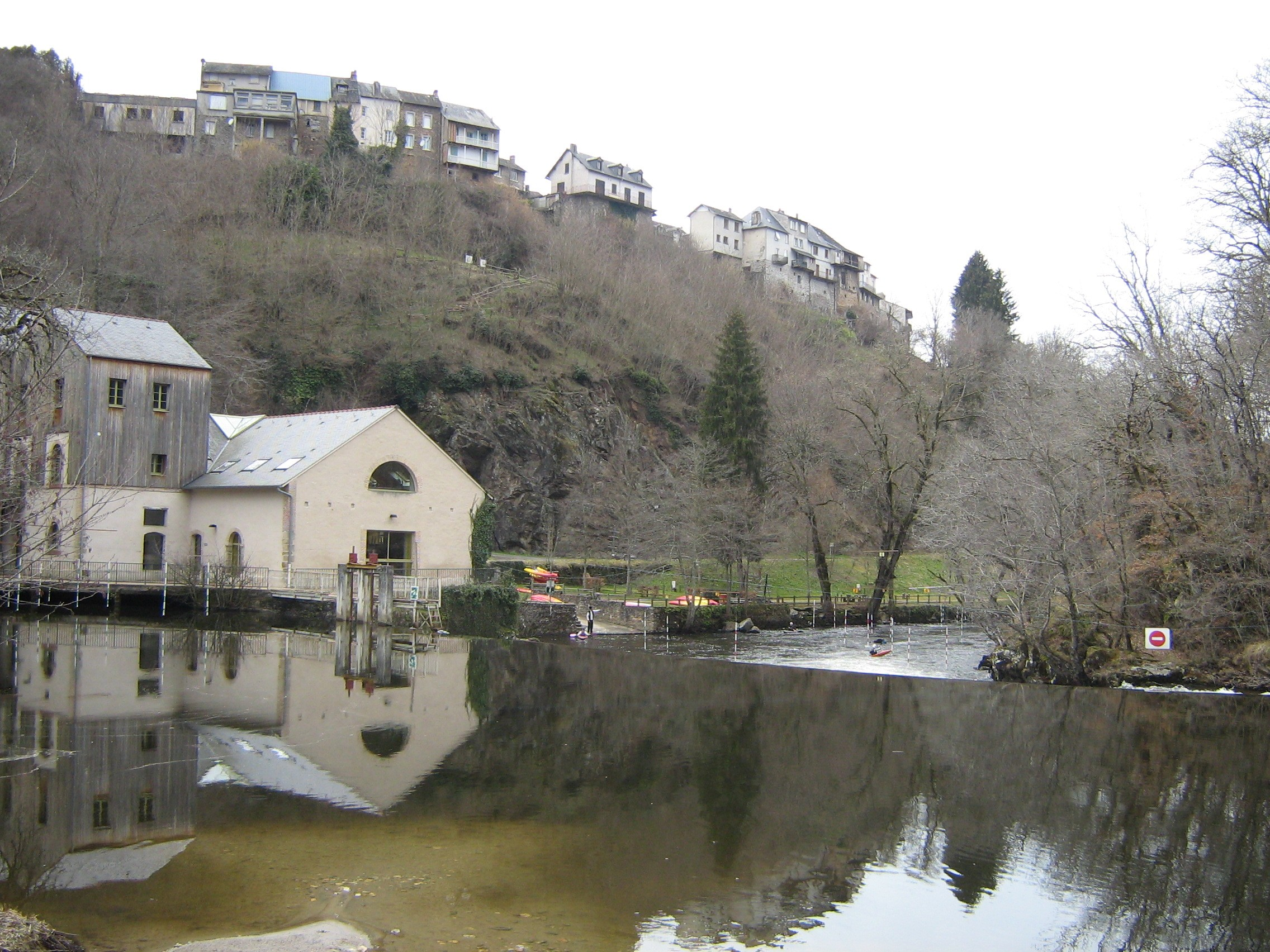
Bâtiments de la base de la Minoterie et Vézère en février 2008.

La base de la Minoterie, association créée en 1968 (l'acquisition des terrains en vue de créer un centre d'activités a été effectuée le 23 juin 1968), propose un ensemble d'activités sportives de pleine nature (escalade, VTT, tir à l'arc…). La pratique de sports tels que le rafting ou le canoë-kayak est facilitée par la proximité de la Vézère. Le club de canoë-kayak se distingue régulièrement dans diverses compétitions à l'échelle locale comme nationale.
Le circuit de bicross d'Uzerche, dont l'aménagement a été décidé le 28 mars 1986, a été le terrain de plusieurs compétitions à la traditionnelle date du 1er mai, notamment la coupe de France d'enduro 2006. Uzerche a accueilli les 26 et 27 juillet 2008 une manche du championnat du Monde FIM Maxxis d'enduro ainsi que la coupe du Monde d'enduro Junior,.

### Médias
La station de radio « Radio Crash Dance », orientée vers la musique techno, la dance et la house a été créée à Uzerche en 2003.
Concernant la presse écrite, les Uzerchois peuvent suivre l'actualité locale grâce aux quotidiens régionaux La Montagne et Le Populaire du Centre, ainsi que par le biais du journal municipal Vivre Uzerche (trimestriel).

### Cultes
Les Uzerchois disposent de deux lieux de culte catholique : l'église Saint-Pierre et l'église Sainte Eulalie-de-Mérida au sein de la paroisse d'Uzerche, l'une des treize paroisses du secteur paroissial d'Uzerche, lui-même partie du doyenné de Moyenne Vézère, rattaché au diocèse de Tulle.

## Économie

### Revenus de la population et fiscalité
En 2004, le revenu moyen par ménage de la commune d'Uzerche était de 13 705 €/an.
En 2007, le revenu fiscal médian par ménage était de 16 460 €.

### Emploi
Les dix premiers employeurs privés de la commune totalisaient 350 emplois en 2005 ; les trois premiers employeurs publics employaient à cette date 390 personnes.

### Entreprises et commerces
Au 1er janvier 2006, Uzerche comptait 189 établissements dont 14 ayant dix salariés ou plus. Ces établissements se répartissaient ainsi : 84 services, 52 établissements voués au commerce ou la réparation, 33 dans l'industrie et 17 dans la construction. Le nombre total d'établissements a enregistré une progression de 26,5 % sur la période 2001-2006 : progression de 32 % dans l'industrie, 26,8 % dans le commerce et la réparation et 35,5 % dans les services ; régression de 10,5 % dans la construction. En 2006, 25 établissements ont été créés dont 68,0 % de créations pures, les autres étant de simples reprises : 14 services (71,4 % de créations pures), 7 commerces ou établissements de réparation (71,4 %), 3 industries (33,3 %) et 1 établissement de construction (100 %). Le taux de création pour l'année 2006 atteint 13,4 %.
L'année 2006 a enregistré 20 créations d'entreprise dont 12 créations pures, trois reprises et cinq réactivations. Ce nombre représente un taux de création de 13,6 %. Parmi les 20 entreprises, on comptait dix services, sept commerces et entreprises de réparation ainsi que trois industries. En 2006, on comptait 147 entreprises (65 services, 42 commerces et entreprises de réparation, 24 industries et 16 entreprises de construction) à Uzerche, ce qui correspond à une augmentation de 8,1 % par rapport à 2001.

### Agriculture

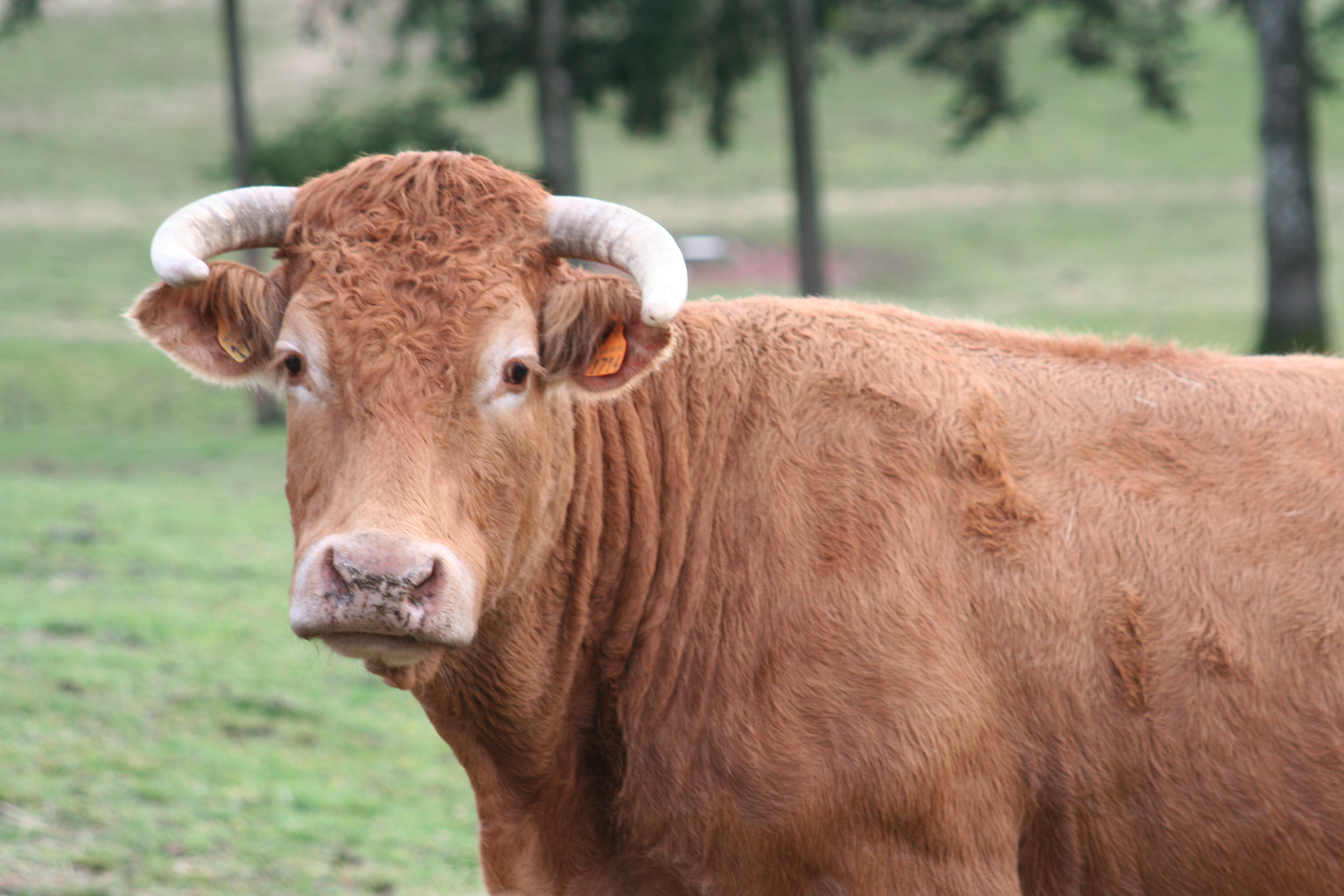
La vache de race limousine forme l'essentiel du cheptel uzerchois.

Entre 1988 et 2000, 20 exploitations agricoles ont disparu, leur nombre passant de 43 (dont 25 exploitations professionnelles) à 23 (dont 15 exploitations professionnelles). 33 exploitants sur les 43 considérés en 1988 possédaient un cheptel de bovins, contre 17 en 2000. Le nombre de têtes de bovins, qui était de 2 641 en 1988 n'était plus que de 1 710 en 2000.
En 2000, l'essentiel de la superficie agricole utilisée est voué à l'élevage : environ 80 % aux bovins et 10 % aux autres animaux. Les légumes, fruits et grandes cultures totalisent moins de 5 % de cette surface.

### Anciennes activités industrielles liées à l'eau

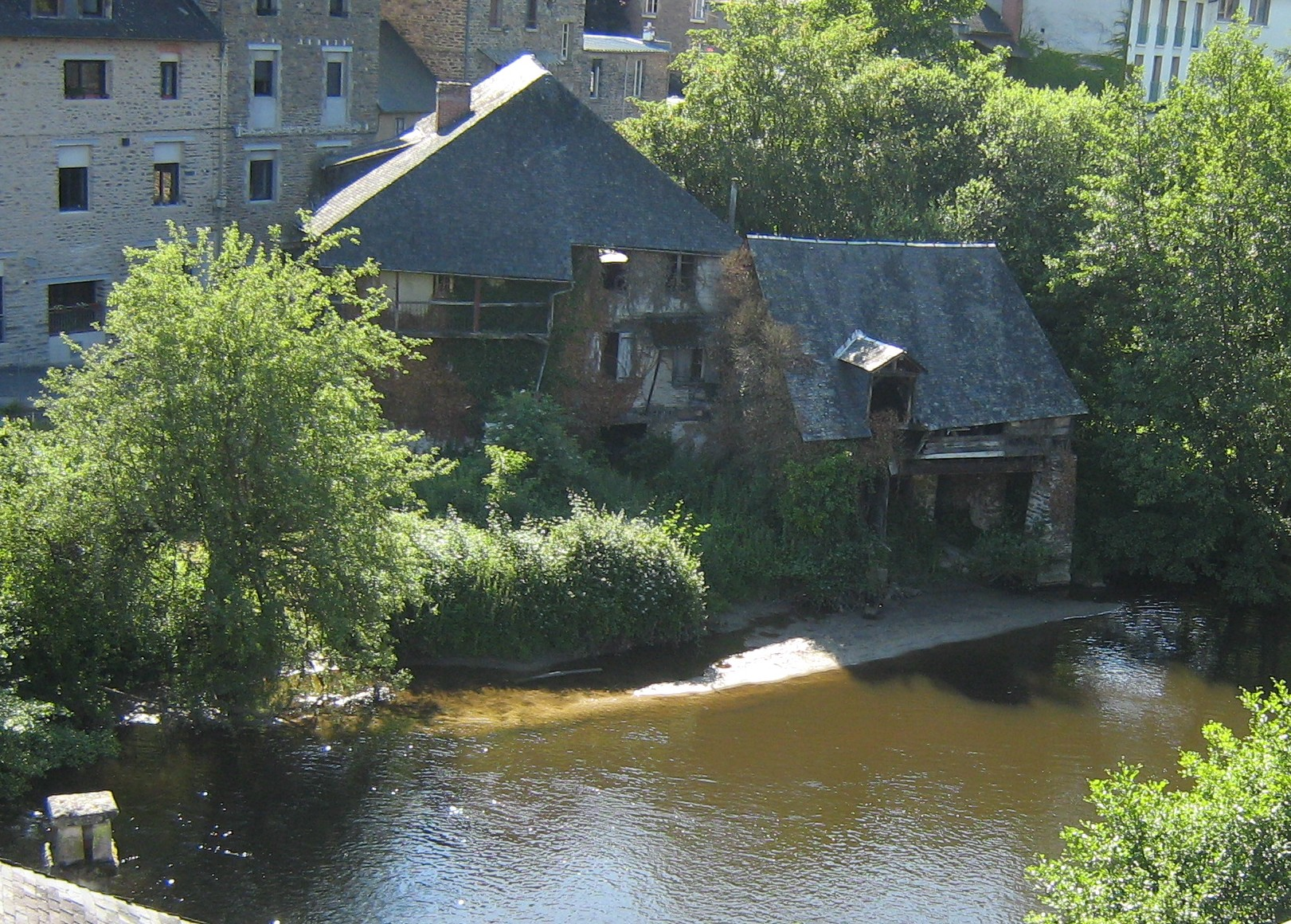
Ancienne tannerie.

La proximité de la Vézère a longtemps permis à la ville de développer diverses activités : ainsi ont fleuri dès le XVIe siècle carderies, tanneries, moulins et une minoterie qui ont prospéré jusqu'à l'aube du XXe siècle.
Le « barry » (faubourg) de Sauvageas était depuis le XVIe siècle un quartier de tanneurs de peaux, établis au bord de la Vézère. La famille Laporte a été une véritable dynastie, active du XVIe au XXe siècle. L'activité des tanneries a cessé définitivement dans les années 1960, après quatre siècles d'existence.

### Papier et carton
L'industrie du papier et du carton s'est développée à partir de 1830 avec la mise en service d'un moulin papetier. En 1893 une usine de papeterie s'installe à l'emplacement du moulin sous l'impulsion de M. Royères. Elle produit du papier exclusivement à base de pailles de seigle et de blé jusqu'en 1934. Le gendre de M. Royères, Lucien Davous, fait progressivement évoluer la production vers le carton ondulé dans les années 1930 ; un atelier de façonnage de caisses en carton est créé en 1930. Après la Seconde Guerre mondiale, la paille est utilisée conjointement avec de vieux papiers, avant d'être abandonnée en 1973 car jugée trop polluante et insuffisante d'un point de vue des nouvelles normes en vigueur. En 1962 la Société anonyme des Usines Royères est cédée à la Compagnie Générale Des Papiers (CGP), créée en 1918. En 1984 et 1985, l'activité de fabrication de caisses carton est transférée sur le site actuel de la Gane Lachaud, toujours actif. En 1987, la CGP est achetée par le groupe Novalliance qui cède en juin 1990 son département papier et carton ondulé au groupe Smurfit. Le site d’Uzerche fait dès lors partie d’un grand groupe international, et produit jusqu'à 46 000 tonnes en 2005.
La fermeture de la papeterie Smurfit Kappa en 2006 a abouti à la suppression de 50 emplois. La municipalité a envisagé une possible reconversion du site. Une visite du site a été effectuée le 29 juin 2008 en présence de François Hollande, président du conseil général de la Corrèze, ainsi que des conservateur en chef et architecte du musée des Monuments français, abrité par le palais de Chaillot. Un projet de restauration du site de la papeterie a été proposé par le cabinet d'architecte de Jean-Michel Wilmotte. Une halle polyvalente a été créée dans la nef la plus ancienne (baptisée « Halle Huguenot »), le Bâtiment Atelier héberge aujourd'hui des associations et commerces, ainsi que des salles de réunions/séminaires. L'ancienne salle des machines (aujourd'hui la Salle de la Machine) héberge l'association du CRDAP, et un espace muséal contemporain qui s'articule autour des anciennes machines à papier : le premier artiste à y exposer durant l'été 2014 est Henri Cueco, peintre uzerchois. Yann Arthus-Bertrand y a également exposé durant l'été 2016. Une passerelle sur la Vézère, reliant ville ancienne et futur écoquartier, a été installée début juillet 2012, marquant le début des travaux de réhabilitation de la Papeterie. L'aménagement des jardins devrait être confié à l'École nationale supérieure du paysage de Versailles. Une présentation virtuelle du site après les travaux est disponible sur Internet.

### Zone industrielle La Gane Lachaud
La « zone industrielle La Gane Lachaud » est le cœur économique de la ville. Plusieurs établissements y sont installés, parmi lesquels la cartonnerie Smurfit (100 salariés), Legrand (77 salariés), SOLAC(24 salariés), Comattel (21 salariés). Ces entreprises constituaient en 2005 les quatre premiers employeurs privés de la ville. On peut également citer Uzerche Salaisons (12 salariés), septième employeur privé de la commune cette même année. L'implantation en 2006 de l'entreprise GLS (Global Logistic System) a permis le recrutement de 70 employés, ce qui en fait désormais le troisième employeur privé de la commune.
Pour étendre ses capacités d'accueil d'entreprises, une nouvelle zone industrielle et commerciale est en cours d'aménagement à proximité de La Gane Lachaud : La zone des Paturaux.

## Culture locale et patrimoine

### Monuments et lieux touristiques

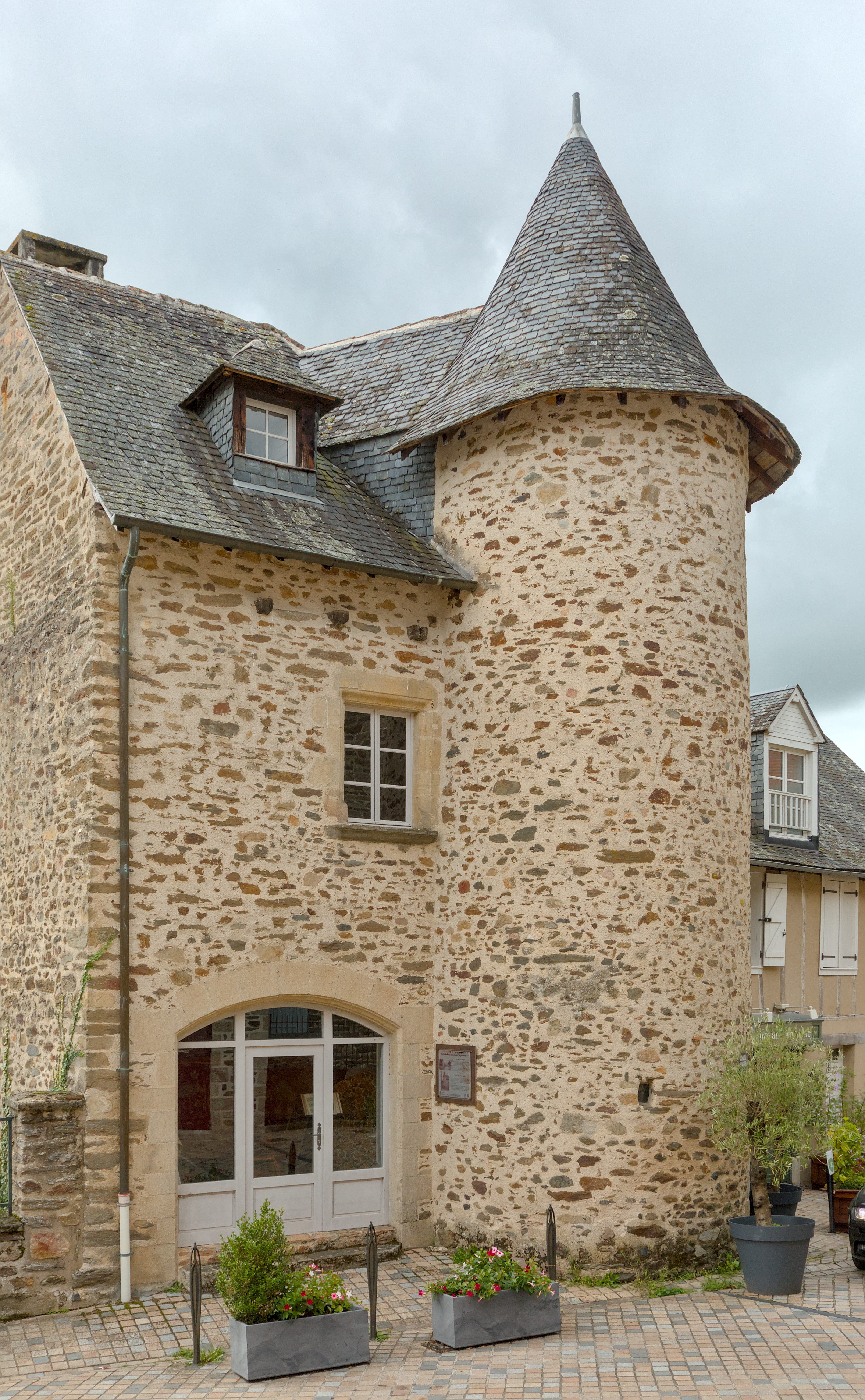
La tour du Prince Noir.

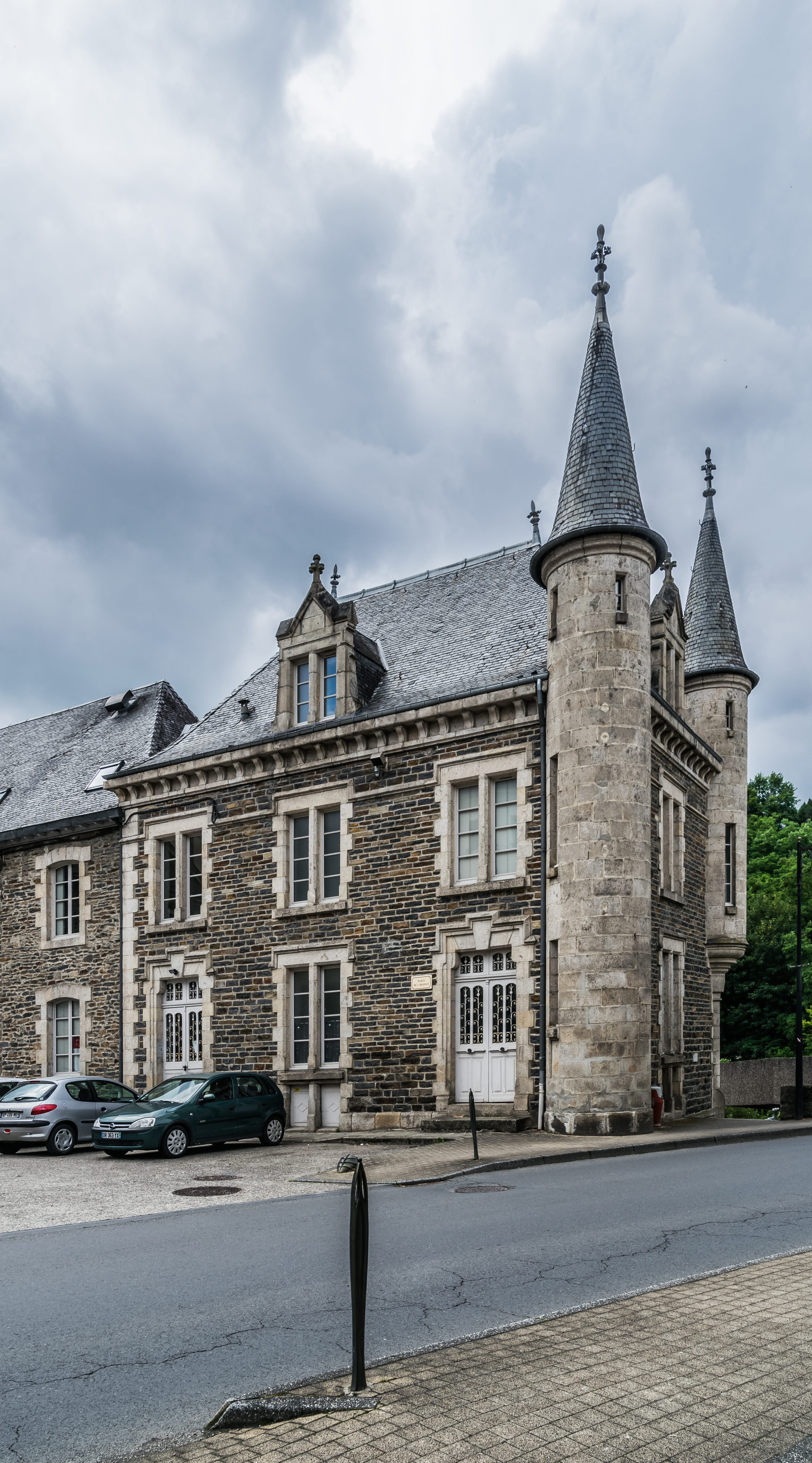
L'ancien Hospice.

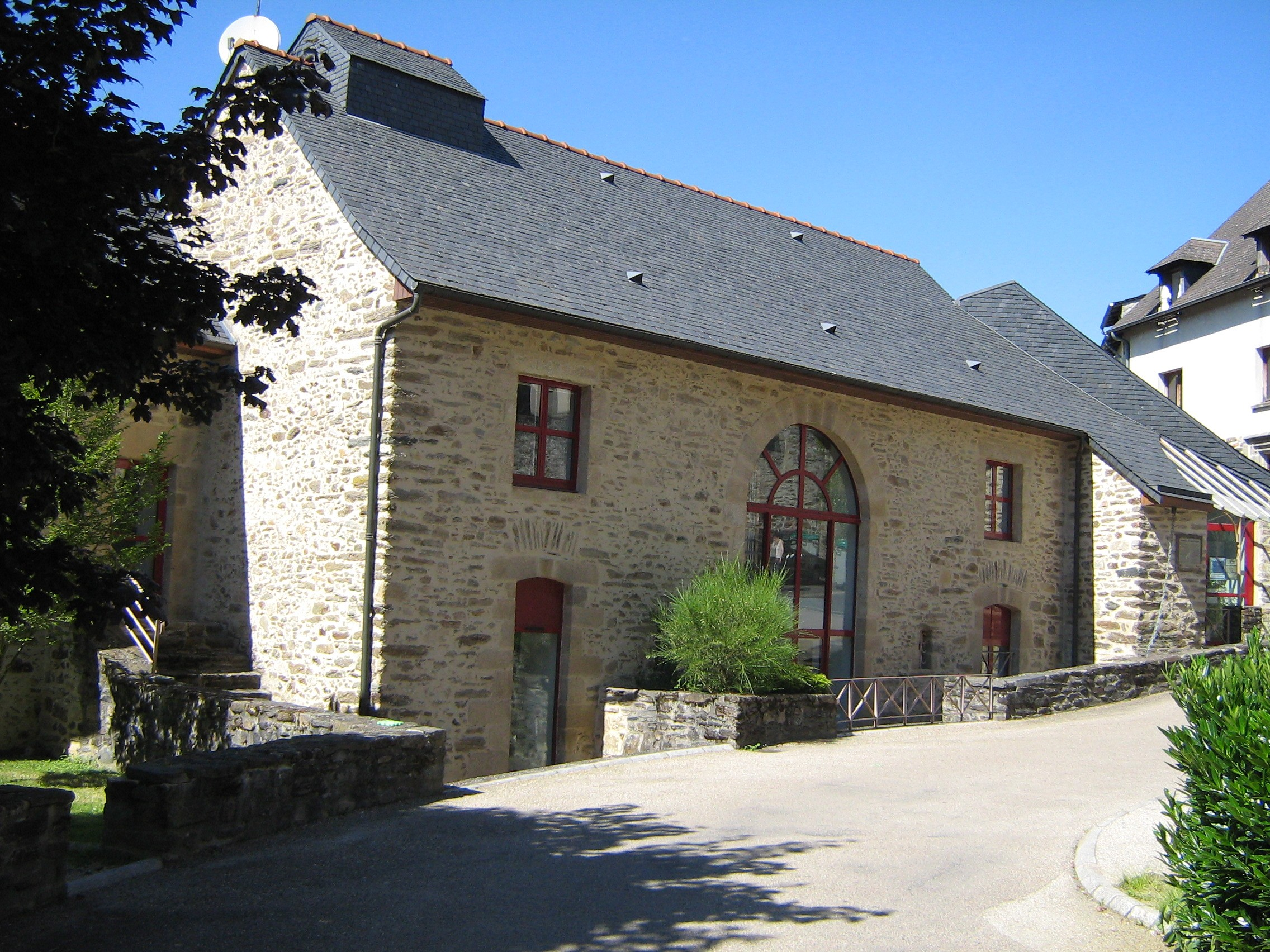
Médiathèque Simone-de-Beauvoir.

Les principaux lieux et monuments de la commune sont les suivants, classés par ordre chronologique suivant l'époque de leur construction :
- Église Saint-Pierre (XIe – XIIe siècle), classée à l'inventaire des monuments historiques en 1840[110].
- Église Sainte-Eulalie (Xe siècle).
- Tour du Prince Noir (XIVe siècle), inscrite à l'inventaire des monuments historiques le 21 juin 1933[111].
- Hospice (attesté en 1393).
- Chapelle de l'Hospice (reconstruite au XIXe siècle).
- Château Bécharie (anciennement maison Barrachaude) (XVe siècle), classé à l'inventaire des monuments historiques en 1907[112] : doté d'une architecture harmonieuse illustrée par ses belles toitures, le château Bécharie (ou hôtel de Clédat) se distingue en son intérieur par un ensemble de fresques réalisées par Michel et Antoine Cibille, deux artistes corréziens originaires de Darnets.
- Porte Bécharie : cette porte fortifiée est la seule des anciennes portes qui ait été conservée intacte ; au-dessus du passage sous voûte, une niche sculptée abrite une statue moderne de la Vierge.
- Maison Eyssartier (XVe siècle) : classée à l'inventaire des monuments historiques depuis le 20 juin 1927[113], elle présente une façade caractéristique du style Renaissance. Elle fut habitée au XIXe siècle par une lignée d'apothicaires et notamment le pharmacien Eyssartier, impliqué dans la célèbre affaire Lafarge en vendant de l'arsenic.
- Hôtel du Sénéchal (XVIe siècle), inscrit à l'inventaire des monuments historiques depuis le 28 janvier 1986[114] : il était occupé, comme son nom l'indique, par un sénéchal (officier royal de justice), dont les bureaux étaient situés place de la Libération mais dont les logements de fonction se trouvaient rue de la Justice. Les Chavaille, installés dans cette demeure, développèrent la sénéchaussée à partir de 1583. Devenu bâtiment municipal en 1879, l'hôtel accueillit jusqu'en 1924 l'école primaire de filles, avant de se voir transformé en gendarmerie. Il abrite de nos jours le CDRAP (Centre régional de documentation sur l'archéologie du paysage[115]) et la « Maison de la Poésie et des métiers du livre en Limousin ». Les trois tours agrémentant la façade de l'hôtel représenteraient, dit-on, les droits de haute, moyenne et basse justices.
- Maison à pans de bois (XVIe siècle), inscrite à l'inventaire des monuments historiques[116] : ce bâtiment offre un grand intérêt architectural, de par sa façade à pans sculptés, composée de bois, de torchis et de brique. Ses deux derniers étages présentent un réseau de pans en damiers moulurés. Jusqu'en 1920, ce bâtiment était doublé d'une tour carrée contenant des escaliers qui donnaient accès aux étages de la porte Claurenson (une des six portes de la ville), aujourd'hui disparue. Ces escaliers sont encore en partie visibles au pignon de la maison restaurée.
- Maison de Tayac (XVIe siècle), inscrite à l'inventaire des monuments historiques[117] : cette demeure construite au XVIIe siècle appartenait aux Gauthier, une famille puissante qui participa activement à la Révolution puis à l'Empire. Elle se distingue par une tour en poivrière et une autre tour carrée. Stéphanie, une des filles Gauthier, se maria avec Jean Philippot de Tayac, maire d'Uzerche de 1866 à 1877. La porte de la tour carrée porte un écusson rappelant la légende des armes d'Uzerche.
- Château Pontier (XVIe et XVIIe siècles)[118] : construit à la fin du XVIe et au début du XVIIe siècles, il fut la demeure des Consuls de la ville et présente deux tours en poivrière. Martial Besse du Peyrat fut lieutenant particulier auprès du sénéchal en 1722. Une de ses descendantes épousa Jean Pontier, également lieutenant particulier en 1777. Le château Pontier est inscrit aux monuments historiques depuis 1932 pour ses façades et depuis 1988 pour son escalier.
- Hôtel des Joyet de Maubec : il fut l'hôtel particulier de la famille des Joyet de Maubec, qui occupa la charge de lieutenance criminelle à la sénéchaussée pendant les XVIe et XVIIe siècles. Au XIXe siècle, les sœurs de Nevers y transférèrent leur école religieuse.
- Maison Boyer Chammard (XVIIe siècle), inscrite à l'inventaire des monuments historiques[119] : bâtiment remarquable de par sa façade et notamment ses balcons sur la Vézère, la maison Boyer-Chammard fut la demeure des Clary de Saint-Angel. Elle devint en 1741 la propriété de Jean-François Chevallier, nommé un peu plus tôt receveur de l'entrepôt de tabacs d'Uzerche. La maison fut la propriété des Besse de la Noaille au XVIIIe siècle[8].
- Esplanade de la Lunade : de cette terrasse qui a été établie à l'emplacement des anciens bâtiments abbatiaux, la vue se porte en contrebas sur le faubourg de la Pomme, sur le méandre de la Vézère et, au-delà, sur le cadre de collines qui entourent la ville.
- Pont Turgot (XVIIIe siècle), inscrit aux monuments historiques[120].
- Médiathèque Simone-de-Beauvoir : la construction d'une bibliothèque médiathèque dans le centre ancien de la ville a été décidée lors d'une réunion du conseil municipal en septembre 1997. Les travaux ont été effectués de 1999 à 2000 et ont été suivis par l'ouverture au public en octobre 2000[121].

### Patrimoine naturel
La commune est associée à des projets de protection des sites naturels : d'une part, elle participe au projet Natura 2000 avec le site « Vallée de la Vézère d’Uzerche à la limite départementale Corrèze-Dordogne » ; d'autre part, une partie de la commune est comprise dans la ZNIEFF no 473 (type 2) « Vallée de la Vézère d'Uzerche à la frontière départementale », d'une surface de 1 881 hectares. Par ailleurs, en 2010, la DREAL (Direction Régionale de l’Environnement, de l’Aménagement et du Logement) désigne Uzerche comme « Petite Ville Durable » pour saluer sa politique environnementale.

### Patrimoine culturel
Fondé en 1988, le Centre d'archéologie du paysage, situé au 4, allée de la Papeterie dans le bâtiment rénové de l'ancienne papeterie, est une association dont la vocation est d'initier à la « lecture du paysage », activité qui implique une bonne connaissance du milieu naturel et des formes d'occupation de ce milieu par l'homme. Le CRDAP œuvre notamment auprès des collégiens, en collaboration avec des enseignants, notamment dans le cadre des « ateliers du patrimoine ».
La ville accueille plusieurs associations. La section limousine de l'Institut d'études occitanes (IEO) est installée dans le centre d'Uzerche. Uzerche Auto Rétro, créée en avril 1996, regroupe une centaine de collectionneurs et amateurs de voitures anciennes. Les Chemins de la Culture du Pays d'Uzerche, créée le 12 novembre 2003, organise un symposium de sculpture chaque année depuis 2004. Celui-ci se déroule alternativement dans les neuf communes du canton d'Uzerche. Le but de cette dernière association est de permettre la réalisation de 81 sculptures en neuf ans, soit une sculpture par commune chaque année.

### Mycologie
À la frontière entre la culture locale et l'économie, le champignon est fortement apprécié dans l'ensemble de la Corrèze. À la fin de l'été et au début de l'automne, les sous-bois des environs d'Uzerche contiennent des spécimens de cèpes et de girolles qui font le bonheur des cueilleurs. Le souvenir de cette atmosphère est évoqué par l'écrivaine Gilberte Laussac dans sa préface à l'ouvrage de Françoise Baume, Uzerche, la perle du Limousin (2007) en ces mots : « Uzerche reste chère à mon cœur. (…) j'avais le sentiment d'entrer dans un monde que dominait le vert. Ce n'étaient que prairies où paissaient des troupeaux de vaches, bois de sapins sentant la fougère et le cèpe, ruisseaux riches en poissons. La terre exhalait un parfum différent, champignon et humus confondus et mes oncles, pêcheurs de truites et d'écrevisses, nous emmenaient parfois sur les berges ombragées de la Vézère. »

### Cinéma
Plusieurs films et séries ont été tournés dans la commune en particulier : 
- 1933 : Knock de Roger Goupillières et Louis Jouvet (quelques courtes scènes tournées à Uzerche)
- 1925 : Knock de René Hervil (de nombreuses scènes en extérieur, avec de nombreux figurants uzerchois)
- 2012 : Hénaut Président (quelques courtes scènes tournées à Uzerche)
- 2017 : Capitaine Marleau (quelques courtes scènes tournées à Uzerche, notamment au Centre de Détention)
- 2020 : Présidents d'Anne Fontaine, avec Jean Dujardin et Grégory Gadebois

### Uzerche dans la culture populaire
- Plusieurs scènes extérieures du film Knock (1933) de Roger Goupillières et Louis Jouvet, adapté de la pièce de théâtre écrite par Jules Romains, ont été tournées à Uzerche. Le cinéma d'Uzerche porte aujourd'hui le nom de cinéma Louis Jouvet[128].
- L'action de la bande dessinée Les Oiseaux du diable (Glénat, 1981), réalisée par Patrick Dumas et publiée aux éditions Glénat, se déroule dans la ville d'Uzerche.

### Philatélie
Un timbre postal, d'une valeur de 18 francs, représentant la traditionnelle vue d'Uzerche prise depuis les bords de la Vézère a été émis le 15 octobre 1955.

### Personnalités liées à la commune

Uzerchois célèbres
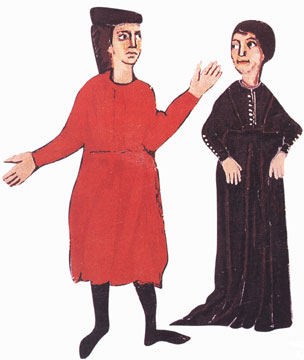
Gaucelm Faidit.
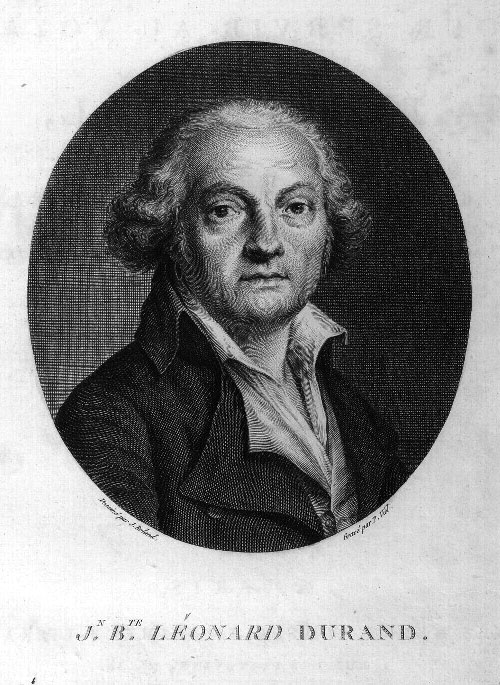
Jean Baptiste Léonard Durand.
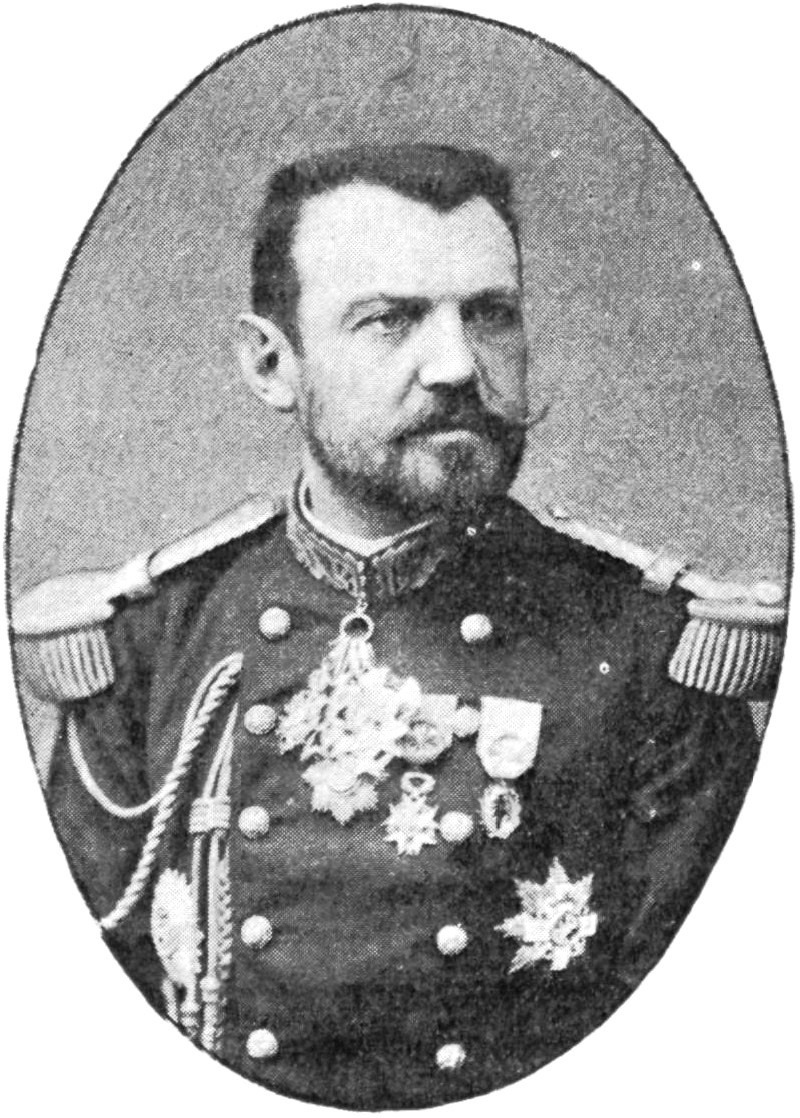
Joseph Brugère.
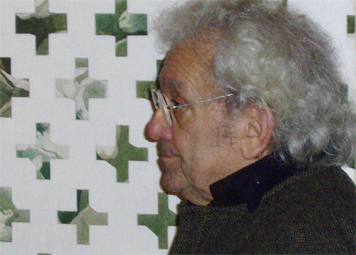
Henri Cueco.

- Gaucelm Faidit (vers 1150-vers 1205) - L'un des troubadours les plus féconds, né à Uzerche.
- Louis Sicard, natif d'Uzerche, officier du roi Louis XI, blessé lors de la bataille de Montlhéry en 1465 (Sylvie Mouysset - "Le pouvoir dans la bonne ville" Editions Méridiennes - page 387 - mai 2000 - Université de Toulouse).
- Antoine Joyet de Maubec, chevalier, commandant de vaisseau était pourchasseur de corsaires barbaresques pour le roi Henri II. Ses missions l'entraînent notamment en Palestine et sur l'ordre du roi Henri II, il pouvait monnayer la rançon de prisonniers captifs[130]. A son retour, il reçoit du roi ses lettres de noblesse et assez d'argent pour la construction à Maubec d'une chapelle dédiée à Sainte Madeleine[131] puis un château[132].
- François de Grenaille (1616-1680) - Écrivain, né à Uzerche.
- Gabriel Delort de Puymalie (1727-1809), homme politique né et décédé à Uzerche, député du tiers état aux États généraux de 1789.
- Guillaume Grivel (1735-1810) - Écrivain et avocat, né à Uzerche.
- Alexis Boyer (1737-1833) - Chirurgien et anatomiste, né à Uzerche.
- Jean Baptiste Léonard Durand (1742-1812) - Administrateur et ancien directeur de la Compagnie du Sénégal, né à Uzerche.
- Félicité de Genlis (1746-1830) - Femme de lettres, elle anima une loge féminine à Uzerche à partir de 1782. L'action de son roman Olympe et Théophile se déroule dans le château de Puy-Grolier qu'elle habitait[133].
- Joseph Gautier (né le 8 juin 1757 à Uzerche (Corrèze) et mort le 18 septembre 1828 au même lieu), homme politique.
- Francis Poulenc (1899-1963) - pianiste et compositeur- y compose ses Litanies à la Vierge Noire Notre-Dame de Rocamadour pour chœur  de femmes ou d'enfants à 3 parties avec accompagnement d'orgue, du 22 au 29 août 1936.

- Colonel Jean-Baptiste Varéliaud (1771-1824) - Officier des hussards pendant les guerres de la révolution et de l'empire. 22 blessures. Né et décédé à Uzerche.
- Docteur Antoine Varéliaud (1776-1840) - demi-frère du précédent, neveu d'Alexis Boyer. Chirurgien de la Maison de l'Empereur puis de l'Impératrice. Anobli en 1810 (chevalier de l'Empire). Né à Uzerche, décédé à Paris.
- Claude-Joseph-Brandelys Green de Saint-Marsault (1807-1866), homme politique, préfet des Deux-Sèvres (1848-1850), préfet du Lot, préfet de la Moselle (1850-1852), puis préfet de Seine-et-Oise (1852-1865).
- Joseph Brugère (1841-1918) - Général, né à Uzerche.
- Louis Rollin (1879-1952) - Homme politique, né à Uzerche.
- Simone de Beauvoir (1908-1986) - Philosophe, romancière, épistolière, mémorialiste et essayiste. Jeune, elle passait ses vacances d'été non loin d'Uzerche, à Saint-Ybard, dans le parc de Meyrignac créé vers 1880 par son grand-père Ernest de Beauvoir. La propriété avait été acquise par son arrière-grand-père Narcisse Bertrand de Beauvoir au début du XIXe siècle. On retrouve de multiples évocations de ces séjours heureux en compagnie de sa sœur Hélène dans ses Mémoires d'une jeune fille rangée. Le 24 mai 2008, la ville a fêté le centenaire de la naissance de l'écrivain[134].
- Henri Cueco (1929-2017) - Artiste-peintre et écrivain, né à Uzerche. Il est le premier artiste à exposer au sein de la Salle de la Machine de l'écoquartier de la Papeterie, durant l'été 2014.
- Patrick Dumas (1953-) - Auteur de bande dessinée, né à Uzerche.
- Louise Troncard (-) - Gouvernante de la famille de Beauvoir, née à Uzerche. Jeune fille, elle fut employée l'été à Meyrignac, commune de Saint-Ybard, propriété de la famille de Beauvoir. Plus tard elle suivit Georges Bertrand de Beauvoir et son épouse Françoise Brasseur, futurs parents de Simone et Hèléne de Beauvoir, à Paris où elle devint la gouvernante des enfants. Elle quitta la famille pour se marier. Elle est fréquemment présente dans les "mémoires d'une jeune fille rangée" de Simone de Beauvoir qui l'évoque par son prénom de Louise.
- Pierre Chiniac de  la Bastide  (1741-1811) - Dernier sénéchal et écrivain.

### Héraldique, logotype et devise
La devise officielle de la ville est : Non polluta (Sans souillure).
|  | Le 25 novembre 1977, le conseil municipal a adopté le blason communal qui suit : - D'or à deux bouveaux de gueules l'un sur l'autre, au chef d'azur chargé de trois fleurs de lys du champ. On trouve ce blason d'Uzerche sculpté dans la roche. On y distingue les deux taureaux surmontés de trois fleurs de lys au centre. |

|  | Malte-Brun, dans la France illustrée (1882) donne la description suivante: - D'azur semé d'étoiles à six rais d'argent, chargé de deux lionceaux passant l'un sur l'autre, d'or. |

M. Combet relate dans son Histoire de la ville et du canton d'Uzerche (1853) que l'origine du blason d'Uzerche remonte à l'invasion des Sarrasins au VIIIe siècle. Ceux-ci, refoulés par Charles Martel, vinrent assiéger la ville qui réussit, dit-il, à se délivrer d'une mort certaine grâce à un habile stratagème : assiégés depuis sept ans, mourant de faim et n'ayant plus qu'une mesure de froment et un veau, les Uzerchois décidèrent de l'engraisser avec ce qu'il restait de grain et de le lâcher au dehors. Les Sarrasins, impressionnés et découragés par cette preuve trompeuse que la ville était encore pourvue de vivres pour longtemps, levèrent le siège. C'est en souvenir de ce fait éclatant de résistance et d'ingéniosité que le blason, où apparaissent deux taureaux, aurait été constitué. L'Histoire est inspirée de la légende Dame Carcas à Carcassonne.